# Équipe d'Italie de football
Cet article traite de l'équipe masculine. Pour l'équipe féminine, voir Équipe d'Italie de football féminin.
Maillots
Actualités
L'équipe d'Italie de football (en italien : Nazionale italiana di calcio) est la sélection de joueurs italiens représentant le pays lors des compétitions internationales de football masculin, sous l'égide de la Fédération italienne de football.
La sélection italienne est, derrière l'équipe du Brésil, et avec l'Allemagne, une des trois formations nationales qui comptent le plus grand nombre de victoires en Coupe du monde : quatre, en 1934, 1938, 1982 et 2006. Elle a également atteint la finale en 1970 et en 1994, perdues toutes deux contre le Brésil. L'Italie a par ailleurs remporté les Jeux olympiques en 1936 et le Championnat d'Europe en 1968, à domicile, ainsi qu'en 2020 à Wembley, en Angleterre. Elle a perdu deux autres finales européennes en 2000 et 2012. Elle est classée au 1er rang du classement mondial de la FIFA en novembre 1993 puis à plusieurs reprises pendant l'année 2007. Elle manque quatre éditions de la Coupe du monde : en 1930 (désistement), 1958, puis deux fois consécutivement, en 2018 et en 2022.
La sélection italienne détient le record de matchs sans défaite d'affilée (37 matchs, 30 victoires et 7 nuls). La série a débuté le 10 octobre 2018 avec un match nul contre l'Ukraine (1-1) et s'est terminée avec la défaite du 6 octobre 2021 contre l'Espagne (1-2).
L'équipe d'Italie est surnommée en France la Squadra azzurra (« Équipe bleue »), en référence à la couleur bleue de son maillot, et en Italie la Nazionale (« Nationale ») ou gli Azzurri (« les Bleus »).

## Histoire

### Genèse

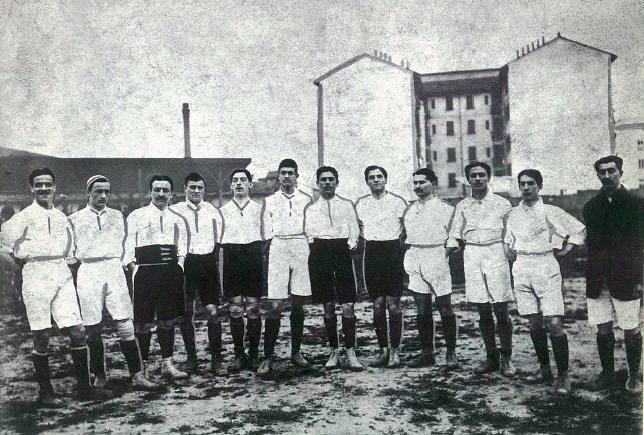
Photo de la sélection avant son premier match en 1910.

Malgré la fondation de la Fédération italienne de football (Federazione Italiana Giuoco Calcio, FIGC) dès 1898 et son affiliation à la Fédération internationale de football association (FIFA) en 1905, la sélection d'Italie ne fait ses débuts sur la scène internationale qu'en 1910, plusieurs années après plusieurs de ses voisins et près de 40 ans après l'Angleterre et l’Écosse. La FIGC décide donc en janvier 1910 d'organiser un match. Umberto Meazza, membre du comité d'arbitrage italien, est désigné entraîneur. La sélection dispute son premier match le 15 mai à l'Arena Civica de Milan face à la France. Les Italiens, qui jouent en blanc, l'emportent sur le score de 6-2. Le premier buteur de l'histoire de la sélection est Pietro Lana, qui réalise à cette occasion un triplé,. Le 6 janvier 1911, pour son 3e match, face à la Hongrie, l'Italie utilise pour la première fois un maillot bleu, la maglia azzurra, en hommage à la famille royale de Savoie,.
Un an plus tard, les Italiens participent à leur premier tournoi officiel à l'occasion des Jeux olympiques de Stockholm, sous la direction de Vittorio Pozzo. Ils sont battus en match de préparation par la France, à domicile (3-4). Ils s'y inclinent au premier tour contre la Finlande (2-3 a. p.). En tournoi de consolation, ils battent la Suède (1-0) puis s'inclinent face à l'Autriche (5-1).

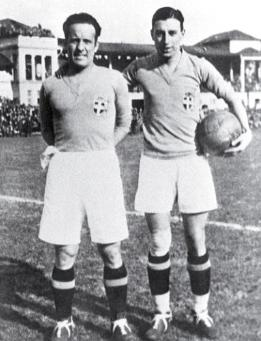
Les internationaux Mario Magnozzi et Raimundo Orsi.

Après deux ans de matchs amicaux, la Première Guerre mondiale met un coup d'arrêt au développement du football. La sélection se retrouve en janvier 1920, après cinq années d'interruption, en vue des Jeux olympiques de 1920, à Anvers. Les Italiens y battent au premier tour l'Égypte (2-1), première sélection non-européenne à participer au tournoi olympique, mais s'incline en quart de finale face à la France (1-3), puis en demi-finale des repêchages face à l'Espagne (0-2). Quatre ans plus tard, les Transalpins sont de nouveau inscrits au tournoi olympique, cette fois à Paris. Organisé sous l'égide de la FIFA, le tournoi olympique accueille l'Uruguay, représentant du continent sud-américain, et s'impose ainsi comme la principale compétition internationale de football. Dirigée par Pozzo, de retour, l'Italie écarte l'Espagne (1-0) puis le Luxembourg (2-0) mais s'incline en quart de finale face à la Suisse de Teddy Duckworth. Cette dernière s'incline en finale face à l'Uruguay, qui a ébloui les observateurs.
En 1928, les Italiens obtiennent des résultats prometteurs aux Jeux olympiques d'Amsterdam : ils battent la France pour leur entrée en lice (4-3), puis l'Espagne en quart de finale (1-1, puis 7-1 en match d'appui). Malgré une belle résistance, l'aventure prend fin en demi-finale face à l'Uruguay (2-3), qui conserve sa couronne mondiale. Les Italiens enlèvent finalement la médaille de bronze en écrasant l'Égypte (11-3) et terminent la compétition avec l'attaque la plus prolifique du tournoi. En parallèle l'Italie dispute avec l'Autriche, la Tchécoslovaquie, la Hongrie et la Suisse, la première édition de la Coupe internationale (appelée Coupe Antonín Švehla, du nom du premier ministre de la Tchécoslovaquie à l'origine du tournoi), organisée sous forme de championnat sur près de trois ans. Une écrasante victoire en Hongrie en mai 1930 (5-0) font des Italiens les vainqueurs de la compétition, avec cinq succès en huit matchs.
En 1930, la fédération italienne, candidate malheureuse à l'organisation de la première édition de la Coupe du monde de football, ne daigne pas répondre à l'invitation de la FIFA et n'envoie pas de sélection en Uruguay, comme plusieurs autres pays européens. En 1931-1932, l'Italie termine 2e de la 2e édition de la Coupe internationale derrière la Wunderteam autrichienne.

### Triomphe de l'Italie de Vittorio Pozzo (années 30)
L'Italie, sous le joug fasciste de Mussolini depuis 1922, obtient l'organisation de la première Coupe du monde jouée en Europe, en 1934. L'Uruguay, tenant du titre, boycotte le tournoi en représailles de l’attitude des Européens quatre ans plus tôt, tout comme l'Angleterre, l'inventeur du jeu, qui persiste dans son isolement. L'entraîneur Vittorio Pozzo s'appuie sur neuf joueurs de la Juventus de Turin (on parle alors de la Nazio-Juve), dont les attaquants Giovanni Ferrari et Raimundo Orsi et le milieu Luis Monti qui a disputé la première Coupe du monde sous les couleurs argentines. Pozzo fait également appel au buteur Giuseppe Meazza, sociétaire de l'Ambrosiana (futur Inter Milan) qui donnera plus tard son nom au stade de Milan.

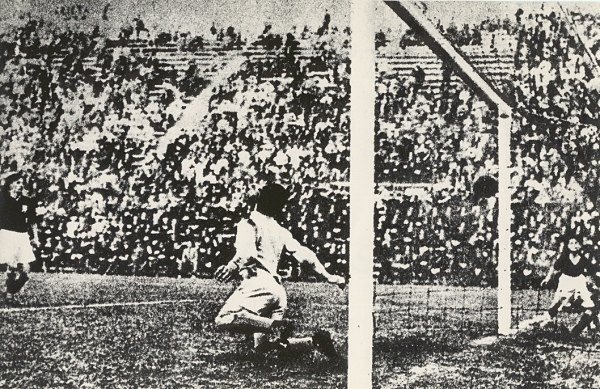
Le but de Schiavio en finale de la Coupe du monde 1934.

Les Italiens écartent facilement les États-Unis au premier tour (7-1) puis peinent face à l'Espagne en quart de finale à Florence. La rencontre, marquée par de nombreux gestes de violence et un arbitrage clément, se solde par un match nul (1-1). Pour le match d'appui organisé le lendemain, quatre Italiens et sept Espagnols sont incapables de tenir leur place. Meazza qualifie les siens en inscrivant le seul but du match. Enrique Guaita tient à son tour le rôle du héros en demi-finale, pour écarter l'Autriche de Matthias Sindelar. Les Italiens ont encore une fois bénéficié d'un arbitrage favorable. La finale se joue au Stadio Nazionale del P.N.F. face à la Tchécoslovaquie devant 50 000 spectateurs. Alors qu'il reste un quart d'heure à jouer, l'ailier tchécoslovaque Antonín Puč ouvre le score sur un corner. Quelques minutes plus tard, l'Argentin naturalisé Raimundo Orsi égalise. Au début de la prolongation, Meazza offre à Angelo Schiavio le but de la victoire. La Nazionale remporte sa première coupe du monde,.
Le 14 novembre 1934, l'Italie défie l'Angleterre sur son terrain. La rencontre, si violente qu'elle est surnommée la « Bataille de Highbury », est remportée par les Anglais (3-2).
En 1935, les Italiens enlèvent la 3e édition de la Coupe internationale, devant l'Autriche encore. L'année suivante, la Nazionale confirme sa position de meilleure équipe du monde en remportant la médaille d'or aux Jeux olympiques de Berlin. Après avoir passé le premier tour dans des circonstances qui prêtent à polémique - les Italiens empêchent physiquement l'arbitre d'expulser l'un des leurs - les Italiens retrouvent en finale les Autrichiens qu'ils dominent grâce à un doublé de Annibale Frossi, déjà buteur décisif en demi-finale face à la Norvège.
Lors de la Coupe du monde de 1938 en France, l'Italie est logiquement favorite à sa propre succession, d'autant que l'Uruguay et l'Argentine persistent dans leur boycott des compétitions internationales, que l'Espagne est en proie à une guerre civile et que l'Autriche a dû déclarer forfait à la suite de son annexion par l'Allemagne nazie. Outre l'entraîneur Pozzo, Giuseppe Meazza et Giovanni Ferrari sont toujours présents et forment avec l'attaquant de la Lazio Silvio Piola une ligne d'attaque redoutable. Après une entrée en matière difficile à Marseille contre la Norvège (victoire 2-1), les Italiens éliminent, tout de noir vêtu, la France à Colombes (3-1, avec un doublé de Piola). En demi-finale au Stade Vélodrome, ils s'imposent difficilement 2-1 face aux Brésiliens privés de leur vedette Leônidas, laissé au repos, puis remportent la finale à Colombes contre la Hongrie 4-2, grâce à deux doublés de Colaussi et Piola, le capitaine Meazza délivrant deux passes décisives.
En novembre 1939, alors que la Seconde Guerre mondiale est déclarée, l'Italie s'incline à Zurich face à la Suisse, mettant fin à une série de trente matchs sans défaite. La sélection est mise en sommeil en avril 1942, alors que le régime de Mussolini se trouve en difficulté militaire.

### Après-guerre, vingt années de disette (1945-1964)
La Nazionale est de nouveau réunie en novembre 1945. Vittorio Pozzo, toujours aux commandes, compose en avril et mai 1947 une sélection de joueurs venant exclusivement de deux clubs de Turin, la Juventus et le Torino, les deux principaux clubs nationaux du moment, une première dans l'histoire de la sélection italienne,.
Après une suspension de plus de dix ans, la Coupe du monde fait son retour en 1950, au Brésil. La compétition intervient un an après le drame de Superga, une des plus grandes tragédies dans l'histoire du sport italien au cours de laquelle disparaissent les joueurs du Grande Torino, vainqueur sans discontinuité du championnat italien de 1946 à 1949. Privée de ses meilleurs joueurs, l'Italie ne peut aligner une équipe compétitive et va alors connaître une longue période d'insuccès sur le plan international. Éliminée dès le premier tour lors des Coupes du monde de 1950, 1954, 1962 et 1966, l'Italie échoue même à se qualifier pour celle de 1958 après une défaite en Irlande du Nord. Cet échec en qualification ne se reproduira que 60 ans plus tard avec la non-qualification à l'édition 2018. Entre 1948 et 1953 puis entre 1955 et 1960, les Italiens participent aussi aux deux dernières éditions de la Coupe internationale dont ils terminent à l'avant-dernière place. En 1958 et 1959, l'Italie aligne la pire série de son histoire, avec huit matchs sans victoire.

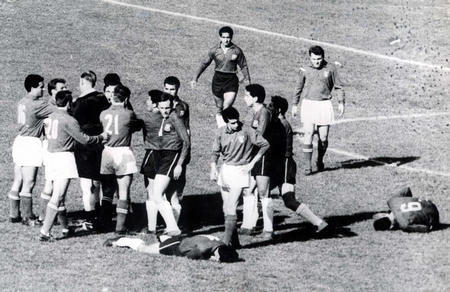
La « bataille de Santiago » en 1962.

Lors de la Coupe du monde 1962, la Squadra Azzurra tombe dans un groupe relevé avec la Suisse, l'Allemagne de l'Ouest et le pays organisateur, le Chili. Après un match nul contre l'Allemagne (0-0), elle s'incline face au Chili (2-0) et s'impose face aux Suisses (3-1). Malgré cette victoire, elle est éliminée de la compétition. Le match contre le Chili, connu comme la « bataille de Santiago » est particulièrement violent. Il est disputé dans un climat de fortes tensions, alimentées par les propos de journalistes italiens sur l'état du pays hôte. Après plusieurs gestes violents de part et d'autre, l'Italien Giorgio Ferrini est expulsé, mais refuse de sortir du terrain jusqu'à l'intervention des policiers. Les coups redoublent, et un autre Italien, Mario David est expulsé avant la pause. À neuf, les Italiens résistent jusqu'à un quart d'heure de la fin, mais sont finalement battus.
Lors de la Coupe du monde 1966, après avoir bien entamé le tournoi par une victoire sur le Chili (2-0), l'Italie s'incline face à l'Union soviétique (0-1) et subit enfin une humiliation en perdant contre la Corée du Nord 0-1 à Middlesbrough, pour l'une des plus grosses sensations de l'histoire de la coupe du monde,.
L'Italie ne brille pas non plus par sa présence lors des Championnats d'Europe des nations, qui prend à partir de 1960 la suite de la Coupe internationale. En 1960, elle est non inscrite et lors des éliminatoires du Championnat d'Europe de 1964 elle est éliminée en huitième de finale par l'Union soviétique.

### Rivalité Rivera-Mazzola et retour au premier plan (1968-1974)
Le succès européen des clubs italiens sur la scène européenne (l'AC Milan de Nereo Rocco remporte notamment la Coupe des clubs champions européens en 1963 et 1969, l'Inter Milan d'Helenio Herrera en 1964 et 1965) bénéficie progressivement à l'équipe nationale.

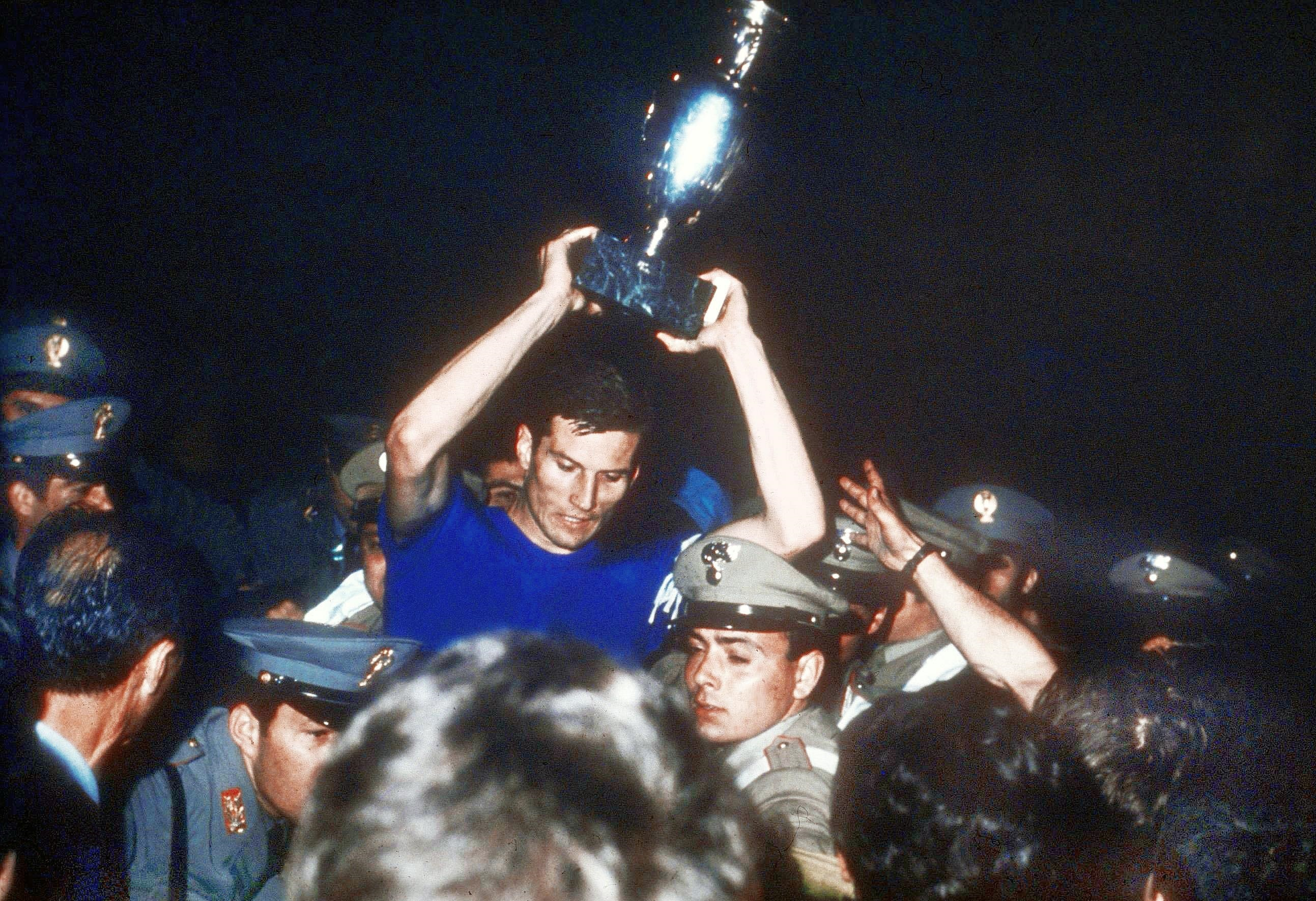
Les Italiens vainqueur de l'Euro 1968.

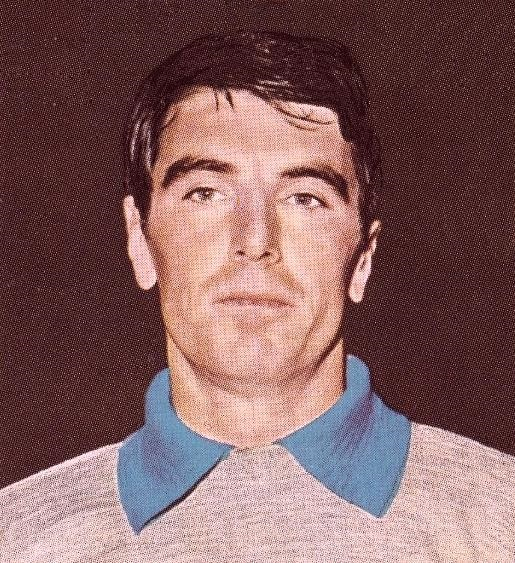
Dino Zoff, double finaliste de la Coupe du monde, ici en 1970.

Ce retour au premier plan se traduit lors du Championnat d'Europe de 1968. Sortie vainqueur de son groupe qualificatif puis de son quart de finale face à la Bulgarie lors des éliminatoires, l'Italie se voit confier l'organisation de la phase finale. La demi-finale face aux Soviétiques s'achève sur un match nul et vierge, de sorte que la qualification pour la finale se décide sur un tirage au sort. Les Italiens en sortent vainqueurs et rencontrent en finale la Yougoslavie. Mise en difficulté et longtemps menée au score, la Nazionale de l'entraîneur Ferruccio Valcareggi reste au contact grâce aux exploits de Dino Zoff et parvient à égaliser par Angelo Domenghini en fin de rencontre. La finale doit être rejouée. Deux jours plus tard, la condition physique et l'organisation des Italiens fait la différence (2-0),,.
Deux ans plus tard, la Squadra Azzurra se présente parmi les favoris à la Coupe du monde au Mexique, au même titre que le Brésil de Pelé et l'Angleterre de Bobby Charlton, tenante du titre. L'Italie compte dans ses rangs quelques-uns des meilleurs joueurs européens comme le défenseur Giacinto Facchetti, les milieux Gianni Rivera et Alessandro Mazzola, que l'entraîneur Valcareggi ne se résout pas à associer, et les attaquants Luigi Riva ou Roberto Boninsegna.
Après un départ poussif, avec un seul but marqué lors des trois matchs du premier tour, l'Italie se réveille en battant nettement le Mexique en quart de finale (4-1), puis l'Allemagne, 4-3 après prolongation, en demi-finale. Ce match disputé au Stade Aztec de Mexico, au cours duquel cinq buts sont marqués durant la prolongation, est considéré encore aujourd'hui comme l'un des plus beaux matchs de l'histoire de la Coupe du monde,,. C'est Gianni Rivera, entré en jeu à la place de Mazzola, qui marque le quatrième but décisif.
En finale, l'Italie, trop prudente, ne peut rien contre la magnifique équipe brésilienne emmenée par Pelé, Jairzinho, Tostão, Gérson et Rivelino, qui s'impose 4 buts à 1. Les Italiens font un temps illusion en égalisant par Boninsegna mais s'écroulent en seconde mi-temps,. Néanmoins, cette Coupe du monde mexicaine confirme bien, deux ans après la victoire de Rome, le retour au premier plan de la Squadra Azzurra.
Tenante du titre, l'Italie passe le premier tour des éliminatoires du Championnat d'Europe de football 1972 mais s'incline en quart de finale contre la Belgique.
Pour toute cette génération de joueurs italiens (Riva, Rivera, Mazzola) comme pour l'entraîneur Valcareggi, la coupe du monde 1974 organisée en Allemagne est l'ultime occasion de briller au niveau international. Après une victoire contre Haïti et un match nul contre l'Argentine, l'Italie est battue par la Pologne (2-1) et se trouve devancée par l'Argentine à la différence de buts. L'Italie rentre précipitamment à la maison, tandis que la Pologne s'affirme comme l'équipe surprise du tournoi, dont elle termine au 3e rang.

L'Italie à la Coupe du monde 1974
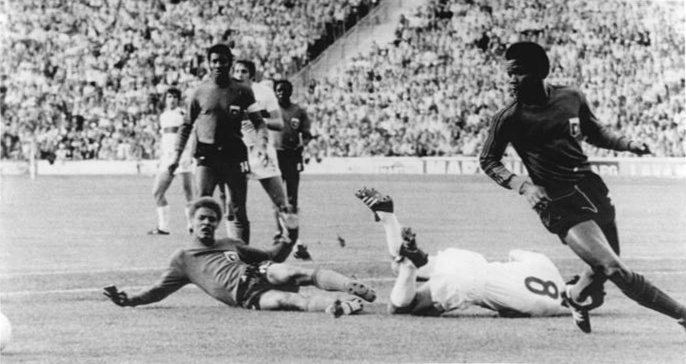
Fabio Capello à terre face à Haïti.
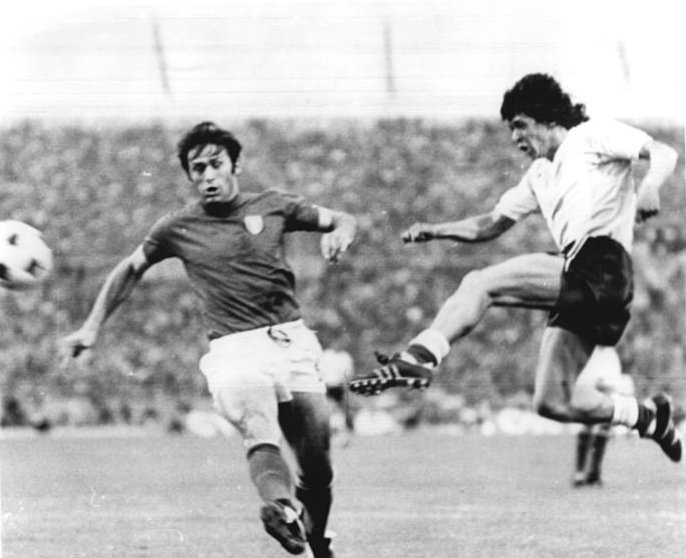
L'Argentin Houseman marque devant Tarcisio Burgnich.
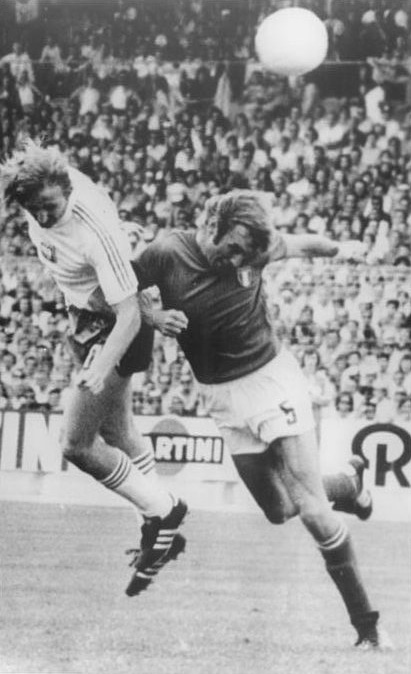
Francesco Morini battu de la tête par le Polonais Szarmach.

### Sacre de laSquadrade Bearzot (1978-1986)
Enzo Bearzot prend en main l'équipe nationale en 1975 après l'échec du Mondial allemand. Devancés de peu par les Pays-Bas et la Pologne, deux des meilleures sélections du moment, lors des éliminatoires de l'Euro 1976, les Azzurri réalisent deux ans plus tard un très honorable parcours lors de la Coupe du monde 1978. Pratiquant un beau football, elle surclasse ses trois adversaires du premier tour, la France, la Hongrie et surtout l'Argentine, sélection hôte et futur vainqueur du tournoi. Au second tour, elle neutralise l'Allemagne, tenante du titre, bat l'Autriche avant de s'incliner lors du match décisif face aux Pays-Bas de Ernst Happel, qui ont déployé pendant la compétition un football de rêve. En petite finale face au Brésil, les Italiens ouvrent le score, mais s'inclinent finalement (1-2).
Pour la première fois en 1980, le Championnat d'Europe se joue sur une véritable phase finale, opposant huit équipes. Désignée comme organisatrice, l'Italie est qualifiée d'office pour l'Europeo. Logiquement favoris, les Italiens vont décevoir. Le contexte du football italien est alors considérablement alourdi en raison du scandale de matchs truqués dans le Championnat d'Italie, connu comme le Totonero. L'attaquant Paolo Rossi, une des révélations italiennes du Mondial 1978, est suspendu pour deux ans. Durant la compétition, les Italiens font match nul contre l'Espagne (0-0) et gagnent à l'arraché sur l'Angleterre (1-0). Lors du match décisif face la Belgique ils ne parviennent pas l'emporter (0-0) et terminent ainsi à la deuxième place du groupe derrière les diables rouges. Ils perdent finalement le match pour la 3e place aux tirs au but face à la Tchécoslovaquie (1-1, t.a.b. 8-9).
Paolo Rossi est de retour juste à temps pour la Coupe du monde 1982 qui se déroule en Espagne. L'Italie est loin de faire partie des favoris et cette impression est confirmée par un premier tour médiocre qui se traduit par trois matchs nuls contre la Pologne (0-0), le Pérou (1-1) et le Cameroun (1-1). Qualifiée miraculeusement à la différence de but aux dépens du Cameroun, la Squadra Azzurra va se métamorphoser lors du second tour en battant l'Argentine de Maradona (2-1) et le Brésil de Zico et Sócrates (3-2, triplé de Rossi),. Elle se défait de la Pologne en demi-finale (2-0, deux nouveaux buts de Rossi). En finale au Stade Santiago Bernabéu, l'Italie remporte son troisième titre de champion du monde en battant la RFA, 3-1. Auteur d'un nouveau but, Paolo Rossi termine meilleur buteur du tournoi avec six réalisations, et sera Ballon d'or à la fin de l'année. Pour lui, comme pour Bearzot, très critiqué avant le Mondial, c'est une revanche éclatante. D'autant plus que le niveau de jeu produit, la qualité des équipes affrontées et le parfait état d'esprit du groupe ne permet à personne d'exprimer de doute sur la légitimité de ce sacre.
Passé le triomphe de 1982, c'est un passage à vide qui attend pourtant l'Italie. Elle ne parvient pas à se qualifier pour l'Euro 1984 en terminant 4e de sa poule de qualification avec une seule victoire (sur Chypre) en huit matchs. Cette élimination reste la pire prestation des 'Azzurri' dans une phase de qualification.
L'Italie, qualifiée automatiquement, est amenée à défendre son titre mondial lors la Coupe du monde 1986 au Mexique. Elle est cette fois, battue par la France (2-0), en huitièmes de finale. Après onze ans à la tête de la sélection, Bearzot tire sa révérence.

### Échecs cruels de Vicini et Sacchi (1988-1996)
Le nouveau sélectionneur Azeglio Vicini apporte de grandes modifications et réussit à qualifier des Azzurri rajeunis pour l'Euro 1988 avec des résultats convaincants. Lors de cet Euro, l'équipe d'Italie propose un jeu plaisant, termine 2e de sa poule à la différence de buts, après deux victoires et un match nul, mais est battue en demi-finale par l'Union soviétique (0-2),.
L'Italie prépare ensuite « son » Mondiale, la Coupe du monde 1990 organisée en Italie, avec comme objectif un quatrième titre. Avec une génération de joueurs comme Paolo Maldini, Roberto Baggio, Roberto Donadoni plus un joueur « surprise » qui saura briller le temps d'une coupe du monde, Salvatore Schillaci, l'Italie réalise un parcours quasi parfait jusqu'en demi-finale. Là, à Naples, elle s'incline face à l'Argentine de Diego Maradona, l'idole du Napoli, au bout de l'épreuve des tirs au but,. La déception ne sera pas apaisée par la troisième place décrochée quelques jours plus tard face à l'Angleterre (2-1) ni par le titre de meilleur buteur de Schillaci, auteur de six buts.
Après un nouvel échec dans la course à la qualification pour l'Euro 1992, au bénéfice de l'URSS, l'Italie arrive à la Coupe du monde 1994 aux États-Unis avec humilité. Elle est battue d'entrée par l'Irlande 0-1, avant de battre difficilement la Norvège (1-0) et de concéder le match nul contre le Mexique(1-1). L'équipe d'Arrigo Sacchi se qualifie pour les 8e de finale de justesse, en tant que « meilleur 3e ». Elle se rassure en battant le Nigeria, équipe surprise du premier tour, après prolongation (2-1), et poursuit sa route jusqu'en finale en battant l'Espagne en quart de finale (2-1) et la Bulgarie en demi-finale (2-1). Roberto Baggio, un des meilleurs joueurs de l'histoire du football italien, Ballon d'or 1993, joue un rôle prépondérant en marquant cinq des six buts italiens lors de ce tournoi. L'Italie retrouve lors du dernier match le Brésil. Loin du niveau de jeu de la fameuse finale de 1970, la finale se conclut sur un match nul et vierge, au bout duquel l'Italie s'incline une nouvelle fois aux tirs au but. Cruelle ironie, c'est Roberto Baggio qui manque le tir au but décisif.
Cette série d'éliminations se poursuit lors de l'Euro 1996, au cours duquel l'Italie est éliminée au premier tour. La Squadra commence le tournoi par une victoire sur la Russie (2-1) et une défaite surprise face à la Tchéquie (1-2). Lors du troisième match, décisif, elle fait match nul contre l'Allemagne (0-0), malgré plusieurs occasions franches, dont un pénalty en début de match, et l'expulsion d'un Allemand. Dans l'autre match, l'égalisation dans les derniers instants des Tchèques face aux Russes pousse l'Italie vers la sortie. Malgré une meilleure différence de buts que la Tchéquie (les deux équipes ayant quatre points), les Tchèques se qualifient grâce à la primauté de la différence de buts particulière.

### Une génération maudite? (1998-2004)
La malédiction des tirs au but se répète pour la troisième Coupe du monde d'affilée en 1998, en France, à laquelle les Italiens se qualifient après un barrage difficile contre la Russie. Battus en quart de finale par les Français (0-0, t.a.b. 3-4), sur la route de leur premier sacre mondial, les Italiens terminent le tournoi invaincus après avoir réalisé un parcours honorable : premiers de leur groupe après un match nul contre le Chili (2-2) et deux succès contre le Cameroun et l'Autriche (respectivement 3-0 et 2-1), ils avaient écarté la Norvège en 8e de finale sur un but de l'inévitable Christian Vieri.

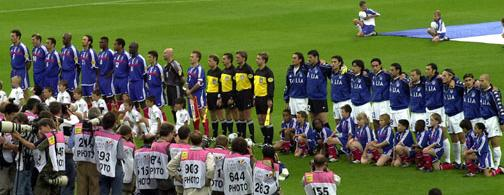
Présentation des équipes avant la finale de l'Euro 2000.

Alessandro Del Piero et Francesco Totti pendant l'Euro 2000.

Lors de l'Euro 2000, l'Italie, entraînée par Dino Zoff, semble mettre fin à sa « malédiction » en remportant enfin une épreuve de tirs au but, en demi-finale contre les Pays-Bas, qui avaient manqué deux pénaltys au cours du match. En finale contre la France les Italiens mènent au score jusqu'aux derniers instants du temps réglementaire, mais les Bleus Wiltord, puis Trezeguet, auteur du but en or au cours de la prolongation, leur arrachent le trophée des mains.
Pour arriver en finale, la Squadra azzurra avait une nouvelle fois terminé en tête de son groupe en dominant la Turquie 2-1 (grâce à un pénalty accordé à Filippo Inzaghi qui prête à polémique), la Belgique coorganisatrice (2-0), la Suède (2-1), puis en éliminant facilement en quart de finale la Roumanie, réduite à dix à la suite de l'exclusion de Gheorghe Hagi (2-0).
En 2002, c'est encore une fois le but en or qui arrête la sélection de Giovanni Trapattoni, en huitièmes de finale contre la Corée du Sud, qui égalisent dans les dernières minutes du temps réglementaire, avant de marquer le but en or dans les dernières secondes des prolongations par Ahn Jung-hwan (2-1). Cette élimination suscite une polémique très forte en Italie sur l'arbitrage à la suite de l'expulsion, jugée très sévère, de Francesco Totti pour simulation, et du but de Damiano Tommasi, refusé pour un hors-jeu inexistant, pendant la prolongation. Auparavant, la Squadra Azzurra avait réalisé un premier tour peu convaincant : victoire 2-0 contre l'Équateur, défaite contre la Croatie (1-2, où les Italiens se sont vus refuser deux buts qu'ils jugeaient valables) et un nul contre le Mexique (1-1), marqué également par des décisions arbitrales contestables.
L'Euro 2004 est un échec de plus. L'Italie commence son tournoi par un match nul et vierge face au Danemark puis se fait rejoindre au score dans son deuxième match face à la Suède (1-1). La victoire contre la Bulgarie (2-1) est insuffisante : en effet, le match nul (2-2) entre la Suède et le Danemark, avec une égalisation suédoise à la 89e minute, permet aux deux équipes de se qualifier pour le tour suivant. L'Italie est éliminée sans gloire dès le premier tour sans avoir concédé de défaite.
Pour un joueur comme Paolo Maldini, qui a connu sur le terrain toutes ces désillusions successives de 1988 à 2002, il semble légitime de se croire maudit. L'Italien vient alors de passer quinze années en sélection, à toucher du doigt la récompense sans jamais pouvoir l'obtenir, malgré ces nombreuses opportunités et les titres continentaux de la sélection espoirs en 1992, 1994, 1996, 2000 et 2004.

### Quatrième étoile à Berlin (2006)

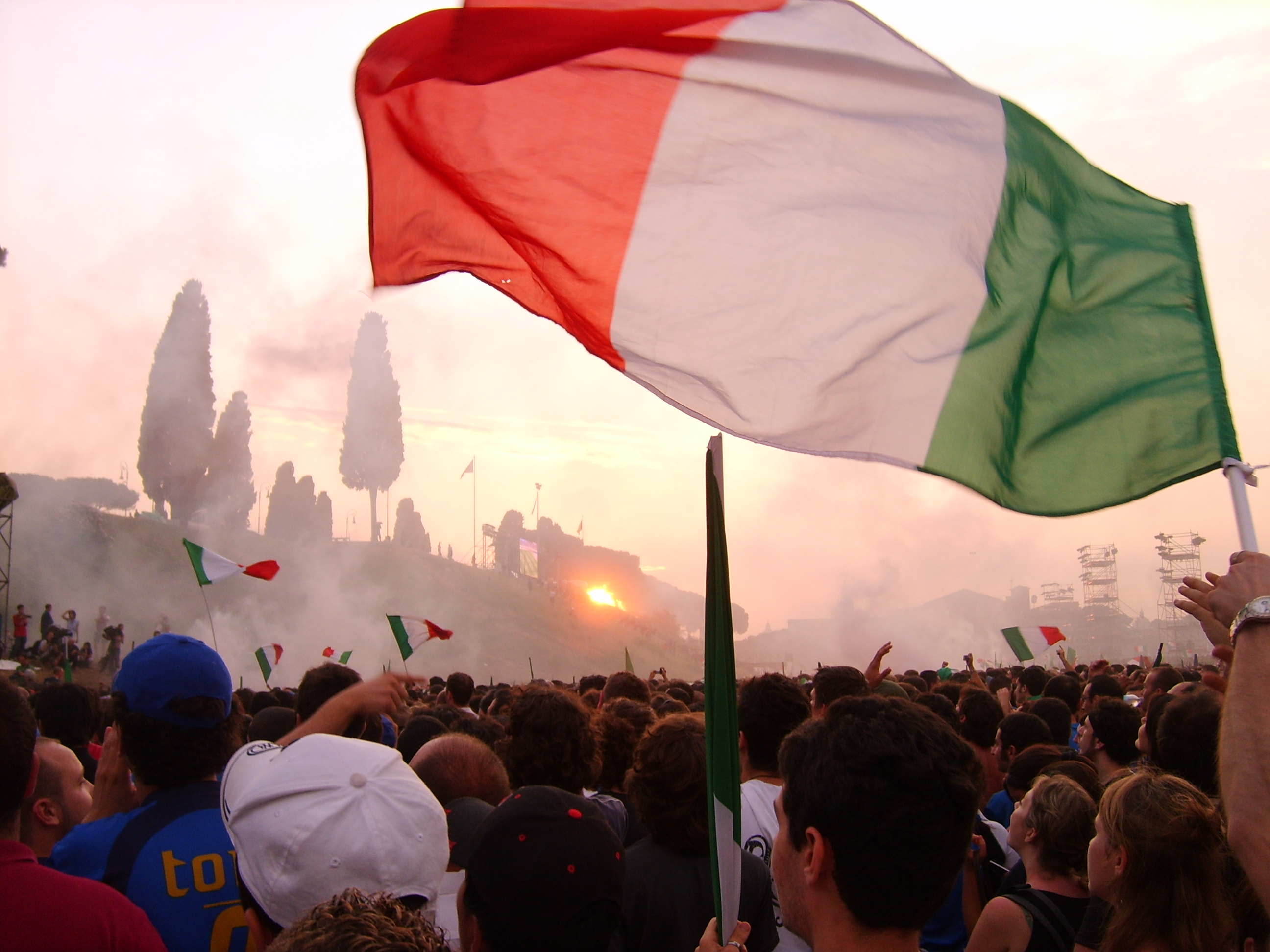
La joie des Italiens après l'égalisation de leur équipe contre la France.

La Squadra Azzurra met fin à sa « malédiction » lors de la Coupe du monde de 2006. Le contexte rappelle un peu celui de 1982 : le football italien est dans la tourmente en raison d'un vaste scandale de matchs truqués et d'arbitres achetés qui éclabousse quelques-uns des plus grands clubs italiens, à commencer par la Juventus. Si l'équipe d'Italie est perturbée dans sa préparation par ce scandale, elle y puise également une source de motivation et une force intérieure qui lui seront précieuses.

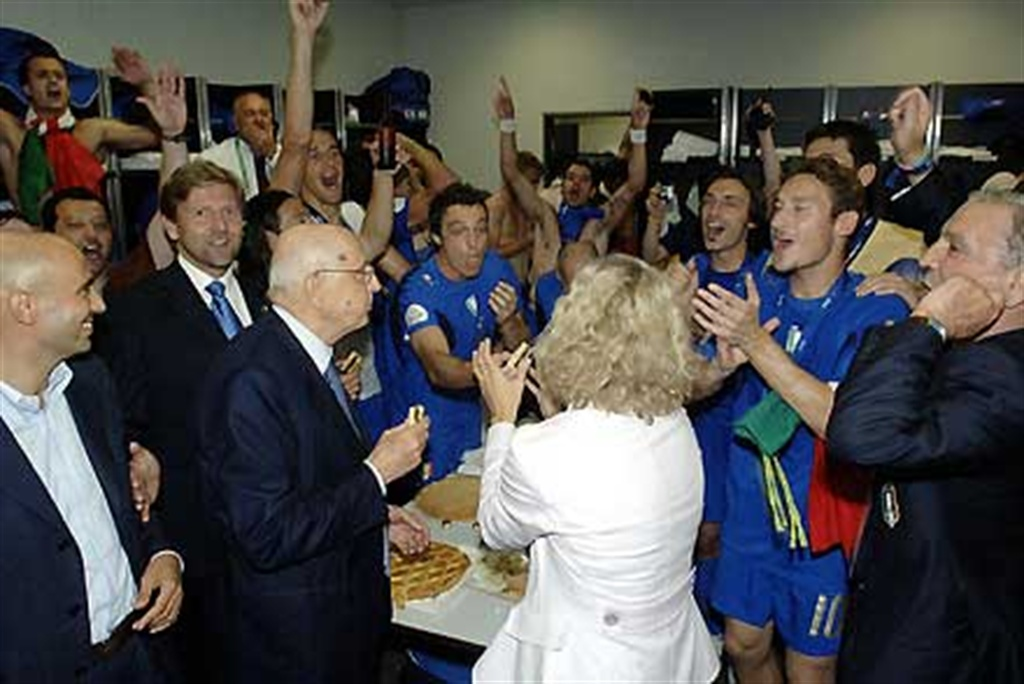
Le président italien Giorgio Napolitano avec les footballeurs italiens célébrant la victoire.

L'équipe dirigée par Marcello Lippi et emmenée par plusieurs joueurs majeurs comme le gardien de but Gianluigi Buffon, le défenseur Fabio Cannavaro et le milieu de terrain Andrea Pirlo, termine en tête de son groupe, après un succès contre le Ghana (2-0), un match nul 1-1 contre les États-Unis, malgré l'expulsion de De Rossi et un but contre son camp, et une victoire sur les Tchèques (2-0). Les Azzurri franchissent ensuite un à un les obstacles : difficilement en 8e de finale contre l'Australie, battue à l'ultime minute et à 10 contre 11 sur un pénalty « généreux »; plus nettement face à l'Ukraine (3-0); à l'issue d'un match de grande qualité face à l'Allemagne, le pays hôte, en demi-finale à Dortmund. Les Italiens l'emportent au bout de la prolongation (2-0). En finale, le 9 juillet à Berlin, ils décrochent une quatrième étoile en prenant leur revanche de 2000 sur la France après un match indécis. Zinédine Zidane ouvre le score à 7e minute de jeu sur un penalty marqué d'une « panenka ». Ce pénalty litigieux est sifflé pour une faute de Marco Materazzi sur Florent Malouda (une faute plus évidente n'est pas sifflée pour un tacle de  Gianluca Zambrotta sur Malouda en seconde période). La Squadra égalise, en fin de première mi-temps, grâce à un but de la tête de Materazzi sur corner. Peu de temps après que Luca Toni frappe la barre transversale avec une tête d'un corner frappé de la droite par Andrea Pirlo. Lors de la prolongation, Zidane est expulsé après un coup de tête sur Materazzi. L'Italie l'emporte aux tirs au but (1-1, 5 tirs au but à 3).

### Championnats d’Europe réussis, Coupes du monde gâchées (2008-2016)

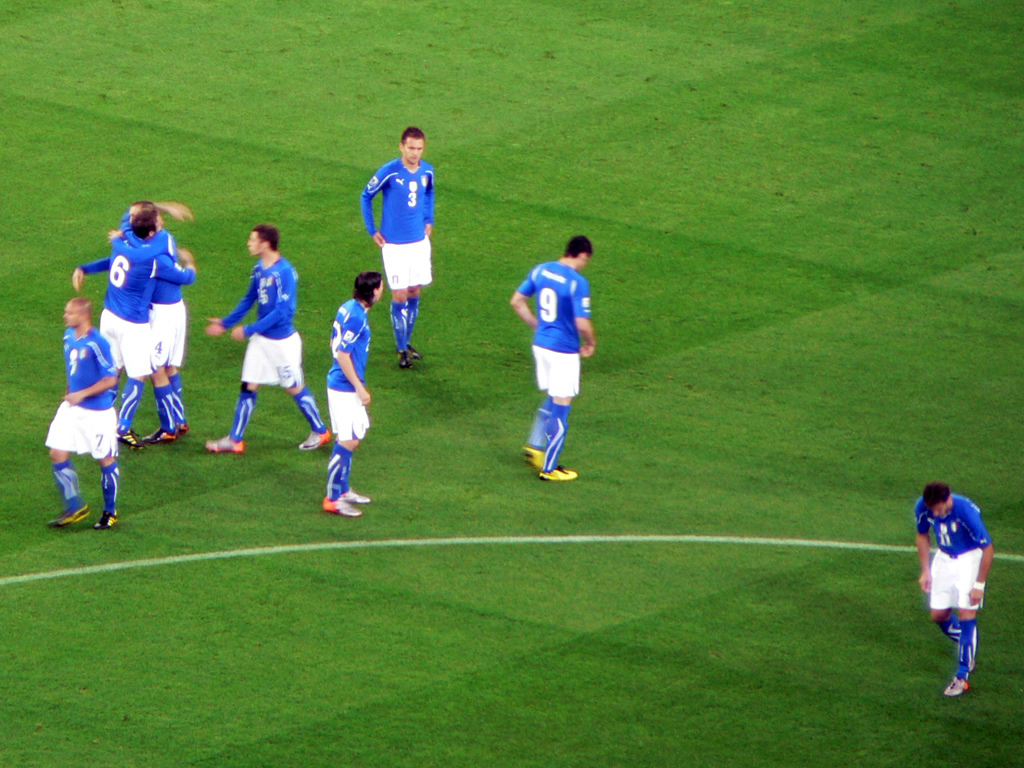
Les Italiens pendant la Coupe du monde 2010; éliminé au premier tour

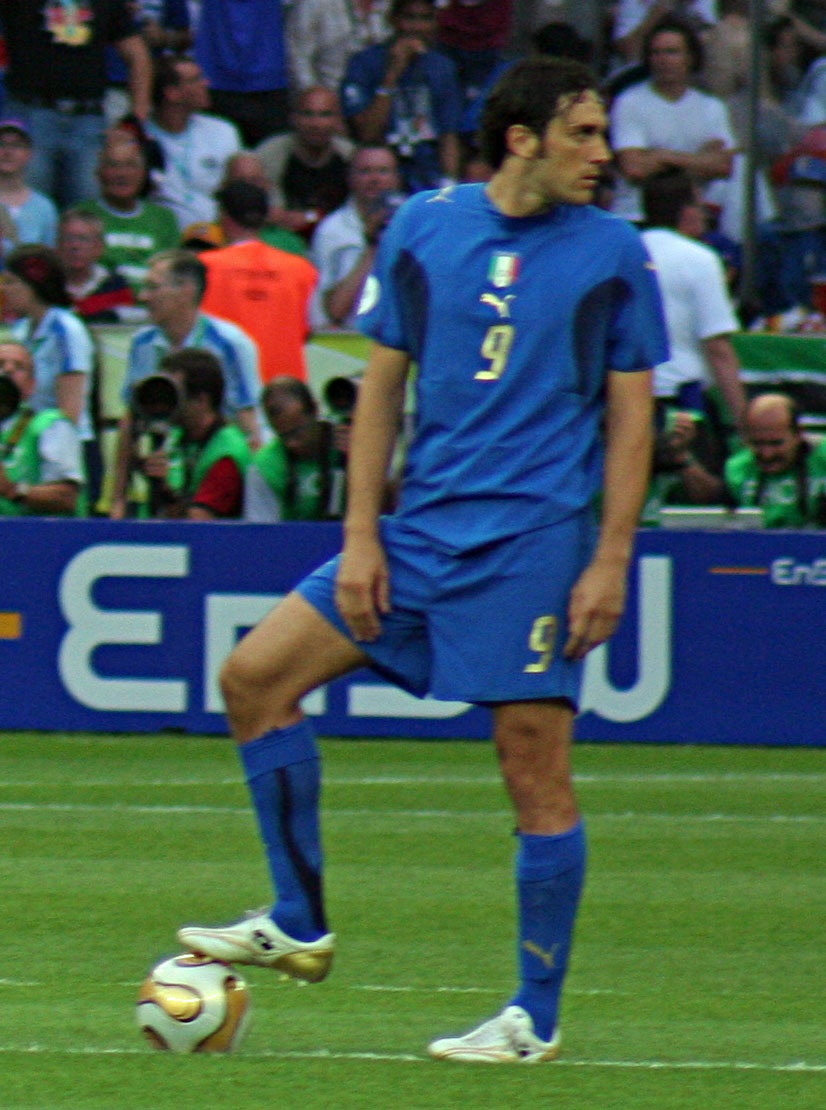
Luca Toni lors de la finale de la coupe du monde 2006 ; remportée face à la France

Après un été de fête, Roberto Donadoni se voit confier la sélection en vue de l'Euro 2008. L'Italie retrouve la France en qualification. Malgré une défaite au Stade de France (1-3), elle reprend avec autorité la première place du groupe et se qualifie pour le tournoi. Elle y hérite du « groupe de la mort », composé de la Roumanie, des Pays-Bas et de la France, encore. Malgré une défaite initiale face aux Pays-Bas (0-3) et un match nul arraché à la Roumanie (1-1), elle se qualifie grâce à une victoire sur la France, précocement privée de Ribéry et réduite à dix (2-0). En quart de finale, elle est opposée à l'Espagne, donnée favorite, qui s'impose finalement aux tirs au but (0-0, t.a.b. 4-2). En remportant le tournoi, les Espagnols ouvrent une période de domination sur le football mondial.
Après l'Euro, la fédération italienne décide de remercier Donadoni, dont l'objectif était d'amener l'Italie en demi-finale, et de rappeler Marcello Lippi, vainqueur de la Coupe du monde 2006. Invités à la Coupe des confédérations 2009, les Italiens l'emportent sur les États-Unis, réduits rapidement à dix (3-1), avant de s'incliner devant l'Égypte, à la surprise des observateurs (0-1), et de sombrer face au Brésil (0-3). L'Italie quitte la compétition dès le 1er tour. Malgré cet échec, elle devance lors des éliminatoires l'Irlande et la Bulgarie et se qualifie pour le Mondial sud-africain. La Squadra Azzurra s'est peu renouvelée depuis son titre et mise clairement sur l'expérience de ses joueurs.
Après des matchs de préparation inquiétants, les Italiens commencent le tournoi contre le Paraguay, leur adversaire le plus difficile sur le papier. Menés au score à la suite d'un coup franc, ils égalisent par De Rossi (1-1). Face à la Nouvelle-Zélande, ils concèdent encore l'ouverture du score et malgré une forte domination, ne parviennent à égaliser que sur un pénalty généreux (1-1). L'Italie doit l'emporter face à la Slovaquie pour continuer l'aventure. Au bout d'un match à haute tension, elle s'incline (2-3) et connaît sa première élimination au premier tour d'une Coupe du monde depuis 1974. Elle termine dernière du groupe, sans avoir remporté le moindre match.

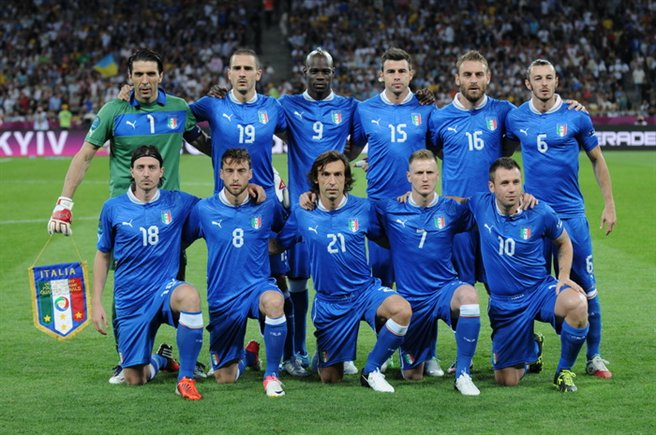
L'équipe italienne avant le match contre l'Angleterre lors d'un match d'Euro 2012 le 25 juin 2012

Nommé avant le mondial sud-africain, Cesare Prandelli prend la place de Lippi. L'Italie domine sans contestation son groupe éliminatoire pour l'Euro 2012. Elle bat notamment les îles Féroé cinq buts à zéro, un écart qui n'avait plus été atteint depuis 23 ans. Le 12 octobre 2010, la réception à Gênes de la Serbie, son principal concurrent, est interrompue au bout de six minutes par les jets de fumigènes et des pétards de groupes de hooligans serbes. L'Italie remporte le match sur tapis vert (3-0) sur décision de l'UEFA. L'équipe de Prandelli bat également le 10 août 2011 l'Espagne, championne du monde et d'Europe en titre, lors d'un match amical de prestige à Bari (2-1).

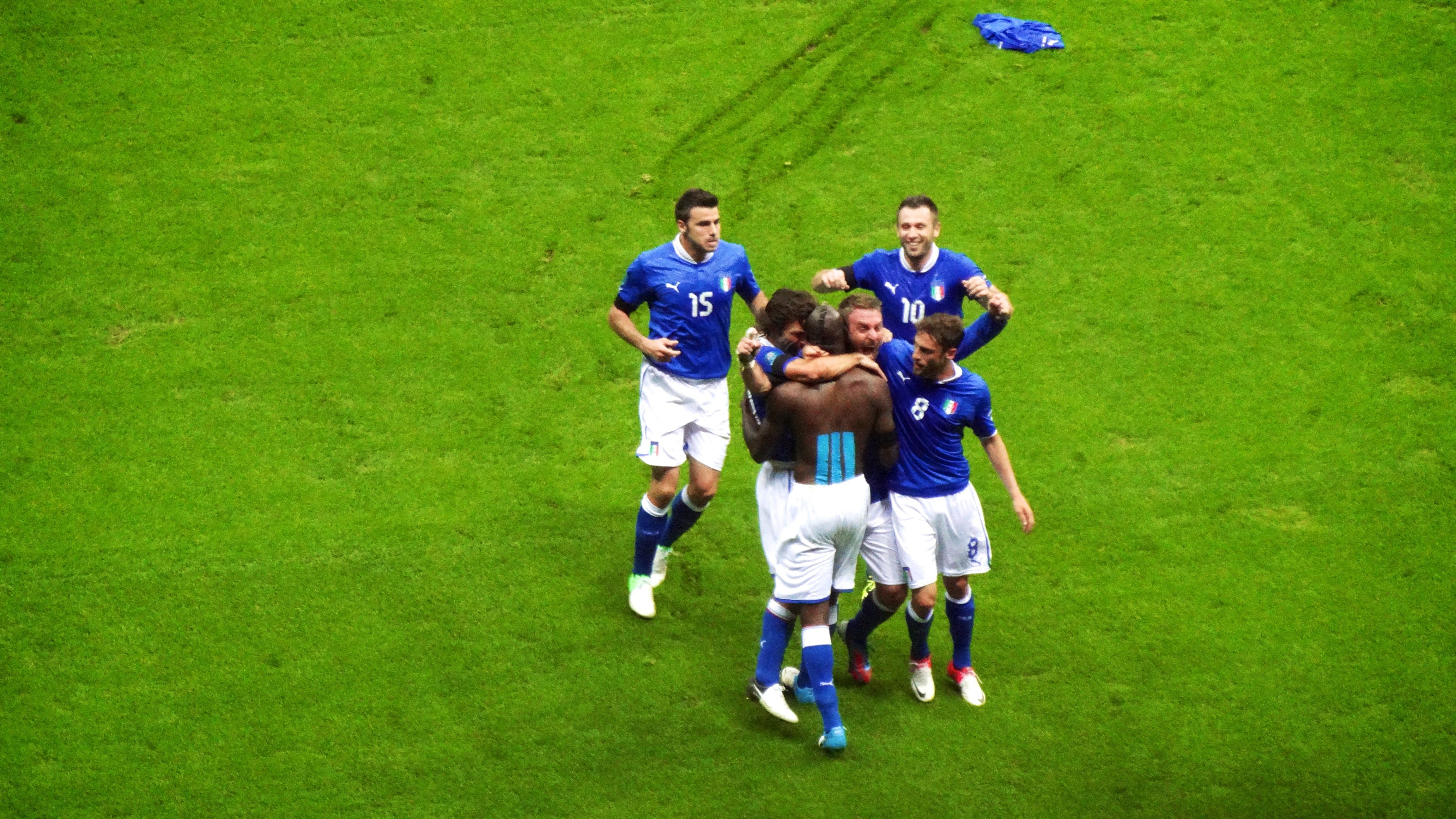
Célébration du 2e but italien contre l'Allemagne. Balotelli est de dos.

En revanche, alors qu'une nouvelle affaire de matchs truqués secoue le football italien, l'Italie perd ses derniers matchs de préparation contre les États-Unis à domicile (0-1) et la Russie (0-3) ce qui inquiète les supporters. Elle commence le tournoi face à l'Espagne, qu'elle parvient à tenir en échec (1-1). Contre la Croatie, bête noire de la Squadra, les Italiens ouvrent le score sur un coup franc de Pirlo mais manquent les occasions de doubler le score, jusqu'à l'égalisation des Croates (1-1). Obligés de gagner leur dernier match de groupe face à l'Irlande, déjà éliminée, les Italiens s'exécutent grâce à Cassano et Balotelli (2-0), les « enfants terribles » du football italien.

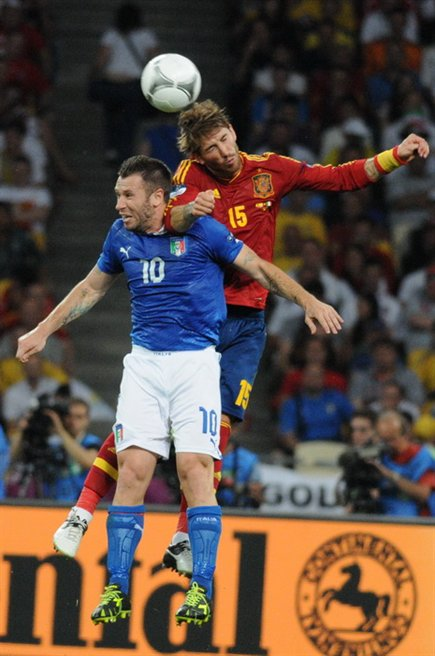
Cassano dominé par Sergio Ramos en finale.

En quart de finale, l'Italie dispute avec l'Angleterre un match haletant, mais sans but, que la Squadra Azzurra remporte aux tirs au but. Au tour suivant elle affronte l'Allemagne. Alors que Gianluigi Buffon repousse les tentatives allemandes, Mario Balotelli inscrit un doublé. L'Allemagne ne parvient qu'à réduire l'écart sur pénalty en fin de match (1-2). L’Italie retrouve l’Espagne en finale. Les Ibériques prennent rapidement les devants et atteignent la pause avec deux buts d'avance grâce à une efficacité remarquable et aux arrêts de leur gardien Casillas. Réduite à dix après la pause à la suite d'une blessure, elle s'incline lourdement (0-4) face à une sélection qui rentre dans l'histoire du football. La Nazionale n’avait pas perdu sur un tel écart depuis une défaite contre la Yougoslavie en Coupe internationale en 1957.
L'Italie est de nouveau invitée à la Coupe des confédérations en 2013, en tant que finaliste de l'Euro 2012. Cette fois, elle fait honneur à son rang, en battant le Mexique (2-1) puis le Japon (4-3) en poule. La défaite face au Brésil (2-4), pays hôte, fait se retrouver Italiens et Espagnols en demi-finale. Le duel, qui se décide cette fois aux tirs au but, tourne en faveur des champions du monde (0-0, t.a.b. 7-6). En petite finale, les Italiens remportent la 3e place face à l'Uruguay, aux tirs au but encore (2-2, t.a.b. 3-2).
L'Italie se qualifie sans difficulté majeure pour la Coupe du monde 2014 au Brésil. Le tirage au sort, dont les modalités prêtent à polémique, envoie l'Italie dans l'un des trois groupes les plus relevés, où elle doit affronter deux autres outsiders et anciens tenants du trophée, l'Uruguay et l'Angleterre, ainsi que le Costa Rica. Mais les Italiens abordent la compétition avec une préparation peu convaincante, marquée par un match nul le 4 juin face à la modeste équipe du Luxembourg (1-1) où les Italiens ont manqué de réalisme, une défaite en Espagne (0-1) et un match nul en Irlande (0-0).
Lors du premier match, la Squadra Azzurra fait bonne impression en s'imposant 2-1 face à la jeune équipe anglaise de Roy Hodgson. Lors du second match, cependant, elle tombe sur une incroyable équipe de Costa Rica. Au bout des 90 minutes, le Costa Rica est qualifié au prochain tour en s'imposant 1-0 face à des Italiens dépassés et fatigués. Le 3e match est crucial pour la qualification puisque l'Uruguay a vaincu l'Angleterre dans l'autre match. Prandelli opte pour une défense du même style que la Juventus de Turin (une défense à trois). L'Italie part favorite. Figé par l'enjeu, le match est fermé. Il y a peu d'occasions et l'Italie cherche le match nul plutôt que la victoire. Cette tactique marche très bien jusqu'à la 56e minute où Claudio Marchisio reçoit un carton rouge pour une semelle. Luis Suárez mord par ailleurs le défenseur de la Juventus Giorgio Chiellini sans que l'arbitre Marco Rodríguez ne l'ait vu. Diego Godín marque à la 81e minute le but de la qualification de l'Uruguay du dos sur corner. Cette défaite (1-0) élimine l'Italie de la compétition, une nouvelle fois après 2010. C'est une grosse surprise pour les spécialistes qui voyaient en la Squadra Azzurra une des favorites à la victoire finale. Une nouvelle page se tourne avec la démission de Prandelli ainsi que du président de la fédération italienne. C'est également la fin de la carrière en sélection d'Andrea Pirlo.
Le 14 août 2014, Antonio Conte devient sélectionneur. Son objectif premier est de qualifier l'Italie pour l'Euro 2016 en France. L'Italie est versée dans le groupe H des éliminatoires. Elle y retrouve sa bête noire, la Croatie, ses deux anciens adversaires des éliminatoires de 2014, la Bulgarie et Malte, ainsi que la Norvège et l'Azerbaïdjan. Le 10 octobre 2015, à une journée de la fin des éliminatoires, l'Italie se qualifie pour l'Euro 2016 grâce à sa victoire 3-1 en Azerbaïdjan. Le 12 décembre 2015, l'Italie, qui n'est pas tête de série, hérite d'un groupe relevé, lors du tirage au sort de la phase finale, avec la Belgique, l'un des favoris et équipe en forme du moment, la Suède de Zlatan Ibrahimovic et l'Irlande. Lors des tests matchs de mars, les azzurri sont loin de convaincre et de faire oublier les doutes perçus lors des qualifications avec un nul face à la Roumanie, une large défaite face à l'Allemagne (1-4) et un sursaut face à l'Espagne (1-1) où ils affichent un visage séduisant. Conte, le sélectionneur italien, annonce qu'il ne poursuivra pas son aventure avec la Squadra après l'Euro, et prendra en main le club de Chelsea.
Lors de son entrée dans le tournoi, l'Italie réussit l'exploit de battre la Belgique 2 à 0 grâce à une rigueur tactique parfaite et une défense de fer conduite par la BBC de la Juventus (Barzagli, Chiellini et Bonucci). La Nazionale remporte son deuxième match contre la Suède sur la plus petite des marges grâce à un exploit personnel de Éder, ce qui lui assure la première place du groupe. Elle affronte l'Espagne en huitième de finale, pour un remake de la dernière finale de l'Euro 2012, où la Roja avait écrasé l'Italie 4-0. Double championne d'Europe en titre, l'Espagne est cette fois-ci complètement dominée par la Nazionale d'Antonio Conte, défensivement infranchissable et tactiquement parfaitement en place, et s'incline 2-0. En quarts de finale, l'Italie doit faire face à l'Allemagne. La Mannschaft inscrit le premier but grâce à Mesut Özil avant que Leonardo Bonucci égalise sur pénalty. À l'issue d'une séance de tirs au but étouffante, l'Allemagne élimine l'Italie 6 à 5 et sort la tête haute après un parcours honorable entamé dans l'incertitude dû aux nombreuses absences. Cette élimination est aussi la première face à l'Allemagne en compétition officielle.

### Déclin sportif mis entre parenthèses par un sacre européen sous Mancini (depuis 2017)
Après le départ d'Antonio Conte, c'est Gian Piero Ventura qui prend la tête de la sélection le 7 juin 2016. L'Italie se retrouve dans le groupe G des éliminatoires de la Coupe du monde 2018 et dispute la première place, synonyme de qualification directe, à l'Espagne. Malgré une attaque satisfaisante, à l'image de Ciro Immobile, meilleur buteur du groupe, l'Italie ne peut rivaliser avec la sélection ibérique, qui réalise un quasi sans faute et l'emporte 3-0 dans le duel décisif de la 7e journée face à la Squadra. Ce match représente la neuvième confrontation entre les deux équipes sur les sept dernières années. Contrainte de disputer un barrage face à la Suède, l'Italie est éliminée après une courte défaite 1-0 à Stockholm et un 0-0 à Milan, et ne dispute pas la Coupe du monde pour la première fois depuis 1958. Le match retour marque également le dernier match en sélection de Gianluigi Buffon. Après cette défaite, Andrea Barzagli et Daniele De Rossi prennent également leur retraite internationale.

#### Reconstruction générationnelle sous Mancini

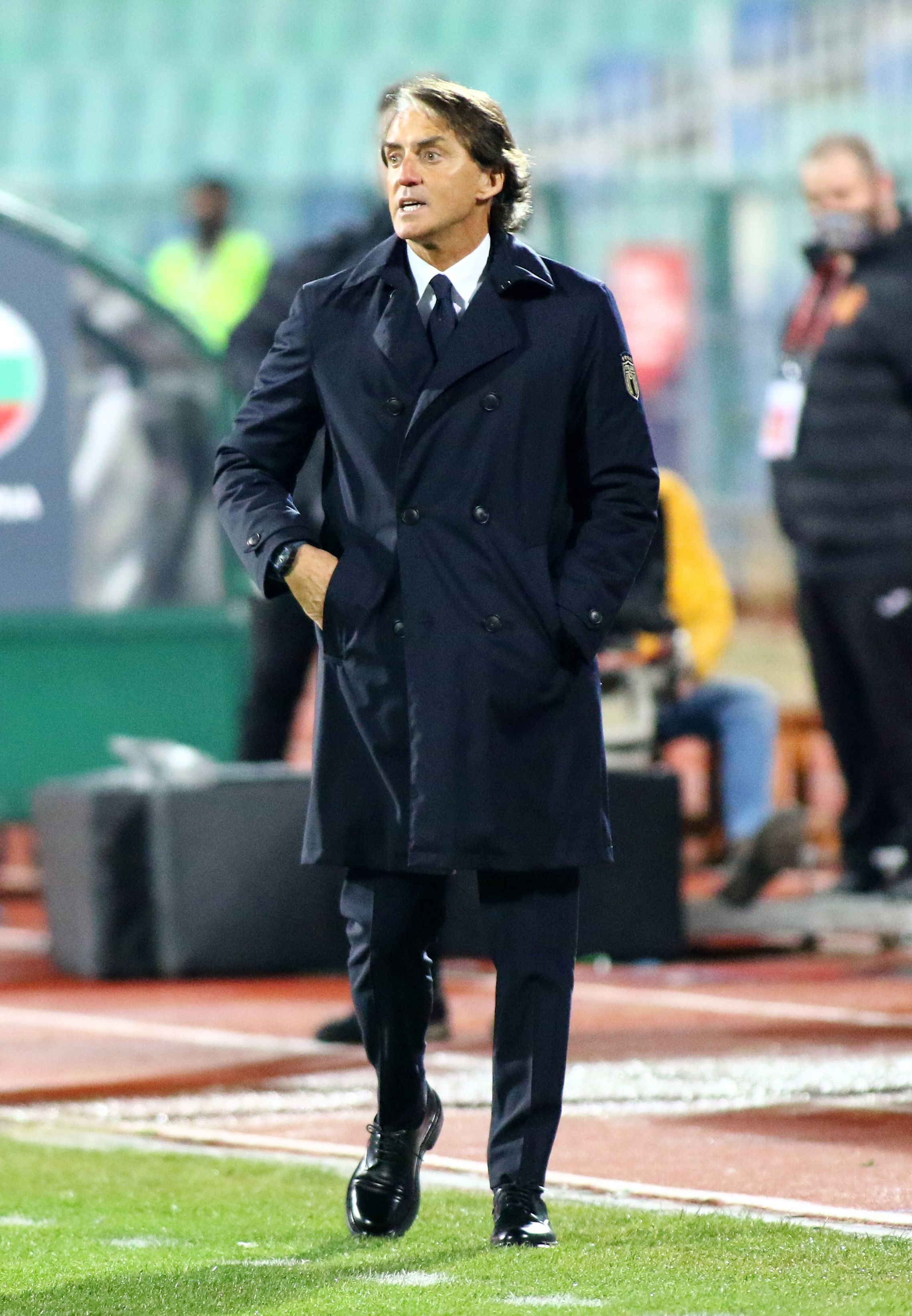
Roberto Mancini en 2021.

Le 14 mai 2018, Roberto Mancini est choisi par la Fédération pour devenir le nouveau sélectionneur italien.
Le 12 octobre 2019, l'équipe d'Italie porte un maillot vert foncé lors des qualifications pour le championnat d'Europe de football 2020 contre l'équipe de Grèce dans le stade olympique de Rome. C'est le sponsor officiel Puma, entreprise allemande, qui décide ce choix pour mettre en avant la jeunesse et la renaissance de l'équipe italienne. Puma a également ajouté des détails sur le maillot : des motifs géométriques censés rappeler les formes architecturales de la Renaissance, période phare de l'histoire italienne. Par le passé, les Azzurri avaient déjà porté une fois le maillot vert contre l'équipe d'Argentine, aussi à l'olympique de Rome, le 5 décembre 1954. D'autre part, entre les années 1950 et 1960, ce sont les jeunes italiens, la selezione Juniores, qui évoluaient en vert.

#### Première Ligue des nations et sacre européen après un demi-siècle d'attente
Pour la première édition de la Ligue des nations, l'Italie est placée en ligue A dans le groupe du Portugal et de la Pologne. À l'issue des 4 journées, l'équipe termine à la deuxième place et se maintient en ligue A.
Pour les éliminatoires du Championnat d'Europe 2020, l'Italie est placée dans le groupe J avec la Finlande, la Bosnie-Herzégovine, la Grèce, l'Arménie et le Liechtenstein. La Nazionale se qualifie facilement lors de la huitième journée, en ayant remporté tous ses matchs qualificatifs. Rome faisant partie des villes accueillant le Championnat d'Europe pour cette édition, la Squadra Azzurra est automatiquement affectée dans le groupe A, dans lequel elle joue ses trois matchs à domicile, face à la Turquie (match d'ouverture), la Suisse puis le Pays de Galles.
Vainqueur de son groupe en gardant sa cage inviolée, l'Italie élimine difficilement l'Autriche en huitième de finale, sur le score de 2 buts à 1 après prolongation. En quart de finale, la Belgique se présente face à la Nazionale, et les Italiens s'imposent deux buts à un. En demi-finale, l'Italie, bien que dominée dans le jeu, élimine l'Espagne à la séance de tirs au but.
En finale, la Squadra Azzurra rencontre les Three Lions avec l'objectif de remporter son deuxième titre dans un championnat d'Europe après celui de 1968. L'Italie remporte l'Euro 2020 à la suite de la séance de tir aux buts. Leur gardien de but, Gianluigi Donnarumma, est par ailleurs désigné meilleur joueur de ce tournoi continental.
Placée dans le groupe 1 de la Ligue A lors de l'édition 2020-2021 de Ligue des nations, l'Italie termine en tête de sa poule avec 3 victoires et 3 matchs nuls en 6 rencontres, synonyme de qualification pour le Final 4.
L'Italie enregistre une série de 37 matchs sans défaite durant cette période sous Mancini, record de toutes les sélections du monde. Cette série s'arrêtera face à l'Espagne lors de la demi-finale de la Ligue des Nations (1-2). Elle obtiendra la troisième place en battant une nouvelle fois la Belgique (2-1).

#### Fin de cycle et grande difficulté à se relancer
Si la Squadra Azzurra signe un retour remarqué atteignant son apogée lors de l'Euro 2020, les matchs suivant la compétition laisse entrevoir un essoufflement de l'efficacité de l'équipe qui aura de très lourdes conséquences.
L'Italie termine deuxième derrière la Suisse lors des éliminatoires pour la Coupe du monde 2022 après avoir gâché plusieurs occasions lors de la campagne (pénaltys ratés contre la Suisse, match nul en Irlande du Nord et contre la Bulgarie). Elle doit donc passer par les barrages pour obtenir sa qualification. La nouvelle formule des barrages (demi-finale puis finale avec un seul match par tour) laisse présager une rencontre brûlante entre l'Italie et le Portugal de Cristiano Ronaldo en finale pour obtenir le ticket vers le Qatar. Mais l'Italie doit avant cela éliminer la Macédoine du Nord.
La Squadra Azzurra perd 1-0 à domicile à Palerme dans le temps additionnel face une équipe macédonienne qui est parvenue à contenir toutes les attaques transalpines ; l'Italie n'est donc pas qualifiée pour le Mondial pour la deuxième fois consécutivement (après celle de 2018 et son élimination par la Suède lors également des barrages),. C'est la quatrième fois (après les victoires de la Tchécoslovaquie en 1976, du Danemark en 1992 et de la Grèce en 2004), qu'un champion d'Europe en titre (Euro 2020), ne se qualifie pas pour la Coupe du monde suivante. Un an plus tard, Robert Mancini démissionne pour prendre la tête de la sélection d'Arabie Saoudite, remplacé par Luciano Spalletti.
Pour les qualifications de l'Euro 2024, l'Italie est versée dans un groupe relevé où elle devra affronter l'Angleterre et l'Ukraine, ainsi que la Macédoine du Nord, une nouvelle fois. Elle terminera à la deuxième place derrière les Anglais, à la suite d'un arbitrage polémique lors du dernier match de qualification où un penalty aurait pû être sifflé en faveur de l'Ukraine. En effet, le match nul lui a permet de terminer la campagne de qualification à égalité de points avec l'Ukraine mais une différence de but plus favorable, lui permettant d'éviter des matchs de barrages qui ne lui ont pas réussis lors des dernières qualifications des grandes compétitions. Lors de la compétition, elle se retrouve dans le groupe B, le « groupe de la mort », pour la phase de poules avec l'Espagne, la Croatie et l'Albanie. Elle termine à la seconde place après un parcours difficile (victoire difficile contre l'Albanie (2-1), défaite contre l'Espagne (1-0) dans un match à sens unique où elle a concédé de nombreuses occasions de but, et match nul face à la Croatie (1-1) qu'elle élimine) avant d'être éliminée en huitièmes de finale par une solide équipe suisse qui la bat sèchement (2-0). Cette élimination est qualifiée de « désastre » par l'opinion publique, considérant l'équipe « trop passive et pas brillante ».

## Résultats sportifs

### Palmarès
| Compétitions internationales | Compétitions continentales | Trophées divers |
| - Coupe du monde de la FIFA (4) - Vainqueur en 1934, 1938, 1982 et 2006 - Finaliste en 1970 et 1994 - Troisième en 1990 - Quatrième en 1978 - Coupe des confédérations - Troisième en 2013 - Coupe des champions CONMEBOL–UEFA - Finaliste en 2022 | - Championnat d'Europe de football (2) - Vainqueur en 1968 et 2020 - Finaliste en 2000 et 2012 - Demi-finaliste en 1988 - 4e en 1980 - Ligue des nations - Troisième en 2021 et 2023 - Coupe internationale (2) - Vainqueur en 1927-1930 et 1933-1935 - Finaliste en 1931-1932 - Quatrième en 1948-53 | - Coupe de l'Amitié (Coppa dell'Amicizia) (1) - Vainqueur en 1949 - Coupe de l'Amitié d'Arabie saoudite (1) - Vainqueur en 1975 - Coupe de la Ville de Mexico (Copa Ciudad de México) (1) - Vainqueur en 1985 |

### Parcours en Coupe du monde

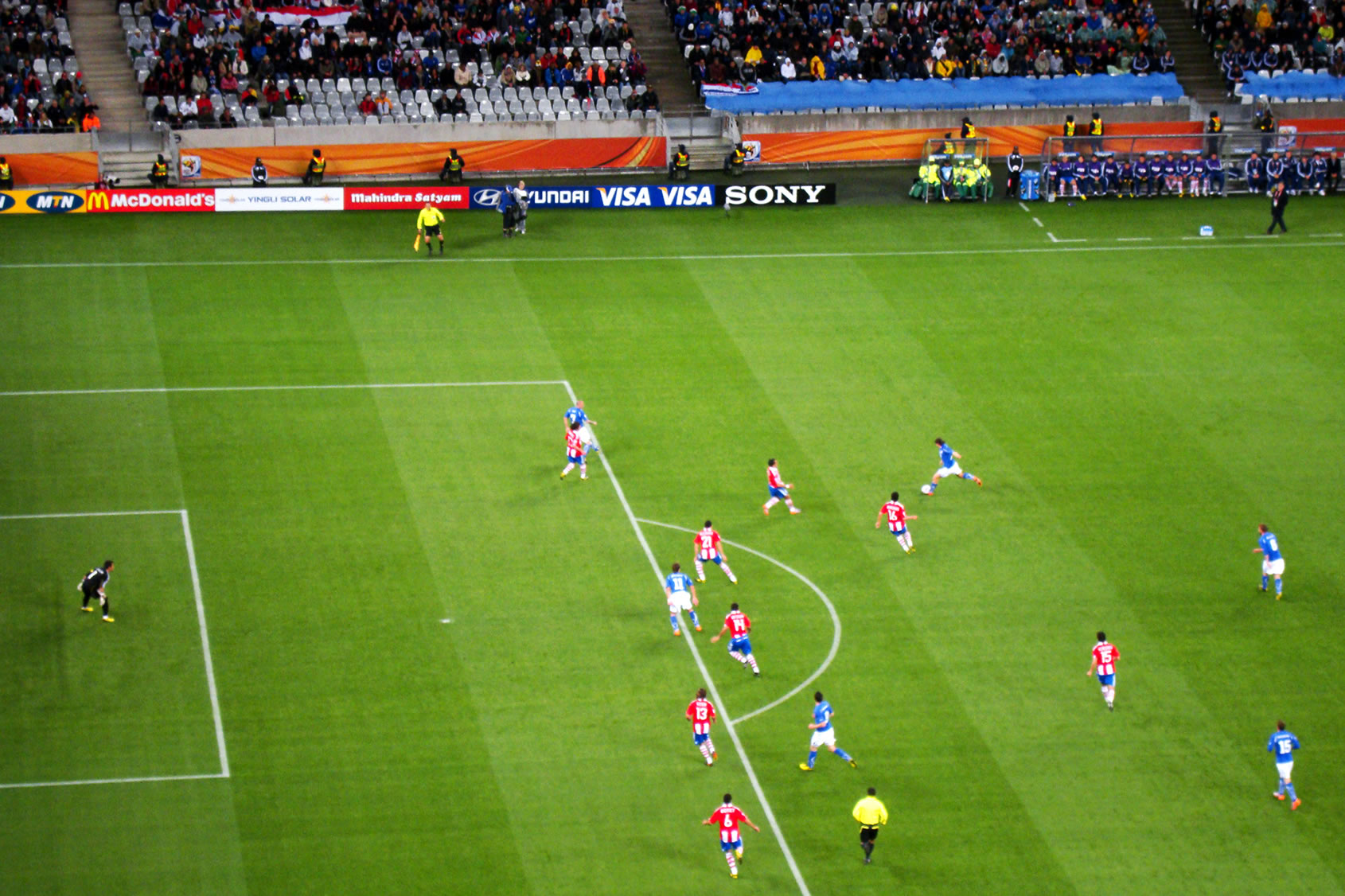
Rencontre Italie-Paraguay pendant la Coupe du monde 2010.

L’équipe italienne s'est qualifiée à dix-huit reprises pour la phase finale de la Coupe du monde de football.
| Phase finale | Phase finale       | Phase finale  | Phase finale  | Phase finale  | Phase finale  | Phase finale  | Phase finale  | Phase finale  |                    | Phase qualificative | Phase qualificative | Phase qualificative | Phase qualificative | Phase qualificative | Phase qualificative | Phase qualificative | Phase qualificative |
| Année        | Stade              | Position      | J             | G             | N             | P             | BP            | BC            | Pos                | J                   | G                   | N                   | P                   | BP                  | BC                  |                     |                     |
| ------------ | ------------------ | ------------- | ------------- | ------------- | ------------- | ------------- | ------------- | ------------- | ------------------ | ------------------- | ------------------- | ------------------- | ------------------- | ------------------- | ------------------- | ------------------- | ------------------- |
| 1930         | Non inscrite       | Non inscrite  | Non inscrite  | Non inscrite  | Non inscrite  | Non inscrite  | Non inscrite  | Non inscrite  |                    |                     |                     |                     |                     |                     |                     |                     |                     |
| 1934         | Vainqueur          | 1er           | 5             | 4             | 1             | 0             | 12            | 3             | 1/2                | 1                   | 1                   | 0                   | 0                   | 4                   | 0                   |                     |                     |
| 1938         | Vainqueur          | 1er           | 4             | 4             | 0             | 0             | 11            | 5             | Qualifiée d'office | Qualifiée d'office  | Qualifiée d'office  | Qualifiée d'office  | Qualifiée d'office  | Qualifiée d'office  | Qualifiée d'office  |                     |                     |
| 1950         | 1er tour           | 7e            | 2             | 1             | 0             | 1             | 4             | 3             | Qualifiée d'office | Qualifiée d'office  | Qualifiée d'office  | Qualifiée d'office  | Qualifiée d'office  | Qualifiée d'office  | Qualifiée d'office  |                     |                     |
| 1954         | 1er tour           | 10e           | 3             | 1             | 0             | 2             | 6             | 7             | 1/2                | 2                   | 2                   | 0                   | 0                   | 7                   | 2                   |                     |                     |
| 1958         | Non qualifiée      | Non qualifiée | Non qualifiée | Non qualifiée | Non qualifiée | Non qualifiée | Non qualifiée | Non qualifiée | 2/3                | 4                   | 2                   | 0                   | 2                   | 5                   | 5                   |                     |                     |
| 1962         | 1er tour           | 9e            | 3             | 1             | 1             | 1             | 3             | 2             | 1/3                | 2                   | 2                   | 0                   | 0                   | 10                  | 2                   |                     |                     |
| 1966         | 1er tour           | 9e            | 3             | 1             | 0             | 2             | 2             | 2             | 1/4                | 6                   | 4                   | 1                   | 1                   | 17                  | 3                   |                     |                     |
| 1970         | Finale             | 2e            | 6             | 3             | 2             | 1             | 10            | 8             | 1/3                | 4                   | 3                   | 1                   | 0                   | 10                  | 3                   |                     |                     |
| 1974         | 1er tour           | 10e           | 3             | 1             | 1             | 1             | 5             | 4             | 1/4                | 6                   | 4                   | 2                   | 0                   | 12                  | 0                   |                     |                     |
| 1978         | 4e place           | 4e            | 7             | 4             | 1             | 2             | 9             | 6             | 1/4                | 6                   | 5                   | 0                   | 1                   | 18                  | 4                   |                     |                     |
| 1982         | Vainqueur          | 1er           | 7             | 4             | 3             | 0             | 12            | 6             | 2/5                | 8                   | 5                   | 2                   | 1                   | 12                  | 5                   |                     |                     |
| 1986         | Huitième de finale | 12e           | 4             | 1             | 2             | 1             | 5             | 6             | Qualifiée d'office | Qualifiée d'office  | Qualifiée d'office  | Qualifiée d'office  | Qualifiée d'office  | Qualifiée d'office  | Qualifiée d'office  |                     |                     |
| 1990         | 3e place           | 3e            | 7             | 6             | 1             | 0             | 10            | 2             | Qualifiée d'office | Qualifiée d'office  | Qualifiée d'office  | Qualifiée d'office  | Qualifiée d'office  | Qualifiée d'office  | Qualifiée d'office  |                     |                     |
| 1994         | Finale             | 2e            | 7             | 4             | 2             | 1             | 8             | 5             | 1/6                | 10                  | 7                   | 2                   | 1                   | 22                  | 7                   |                     |                     |
| 1998         | Quart de finale    | 5e            | 5             | 3             | 2             | 0             | 8             | 3             | 2/5                | 10                  | 6                   | 4                   | 0                   | 13                  | 2                   |                     |                     |
| 2002         | Huitième de finale | 15e           | 4             | 1             | 1             | 2             | 5             | 5             | 1/5                | 8                   | 6                   | 2                   | 0                   | 16                  | 3                   |                     |                     |
| 2006         | Vainqueur          | 1er           | 7             | 5             | 2             | 0             | 12            | 2             | 1/6                | 10                  | 7                   | 2                   | 1                   | 17                  | 8                   |                     |                     |
| 2010         | 1er tour           | 26e           | 3             | 0             | 2             | 1             | 4             | 5             | 1/6                | 10                  | 7                   | 3                   | 0                   | 18                  | 7                   |                     |                     |
| 2014         | 1er tour           | 22e           | 3             | 1             | 0             | 2             | 2             | 3             | 1/6                | 10                  | 6                   | 4                   | 0                   | 19                  | 9                   |                     |                     |
| 2018         | Non qualifiée      | Non qualifiée | Non qualifiée | Non qualifiée | Non qualifiée | Non qualifiée | Non qualifiée | Non qualifiée | 2/6                | 12                  | 7                   | 3                   | 2                   | 21                  | 9                   |                     |                     |
| 2022         | Non qualifiée      | Non qualifiée | Non qualifiée | Non qualifiée | Non qualifiée | Non qualifiée | Non qualifiée | Non qualifiée | 2/5                | 9                   | 4                   | 4                   | 1                   | 13                  | 3                   |                     |                     |
| 2026         | À venir            | À venir       | À venir       | À venir       | À venir       | À venir       | À venir       | À venir       | 3/5                | 2                   | 1                   | 0                   | 1                   | 2                   | 3                   |                     |                     |
| 2030         | À venir            | À venir       | À venir       | À venir       | À venir       | À venir       | À venir       | À venir       | À venir            | À venir             | À venir             | À venir             | À venir             | À venir             | À venir             |                     |                     |
| 2034         | À venir            | À venir       | À venir       | À venir       | À venir       | À venir       | À venir       | À venir       | À venir            | À venir             | À venir             | À venir             | À venir             | À venir             | À venir             |                     |                     |
| Total        | 18/22              |               | 83            | 45            | 21            | 17            | 128           | 77            |                    | 120                 | 79                  | 30                  | 11                  | 236                 | 75                  |                     |                     |

### Parcours en Championnat d'Europe

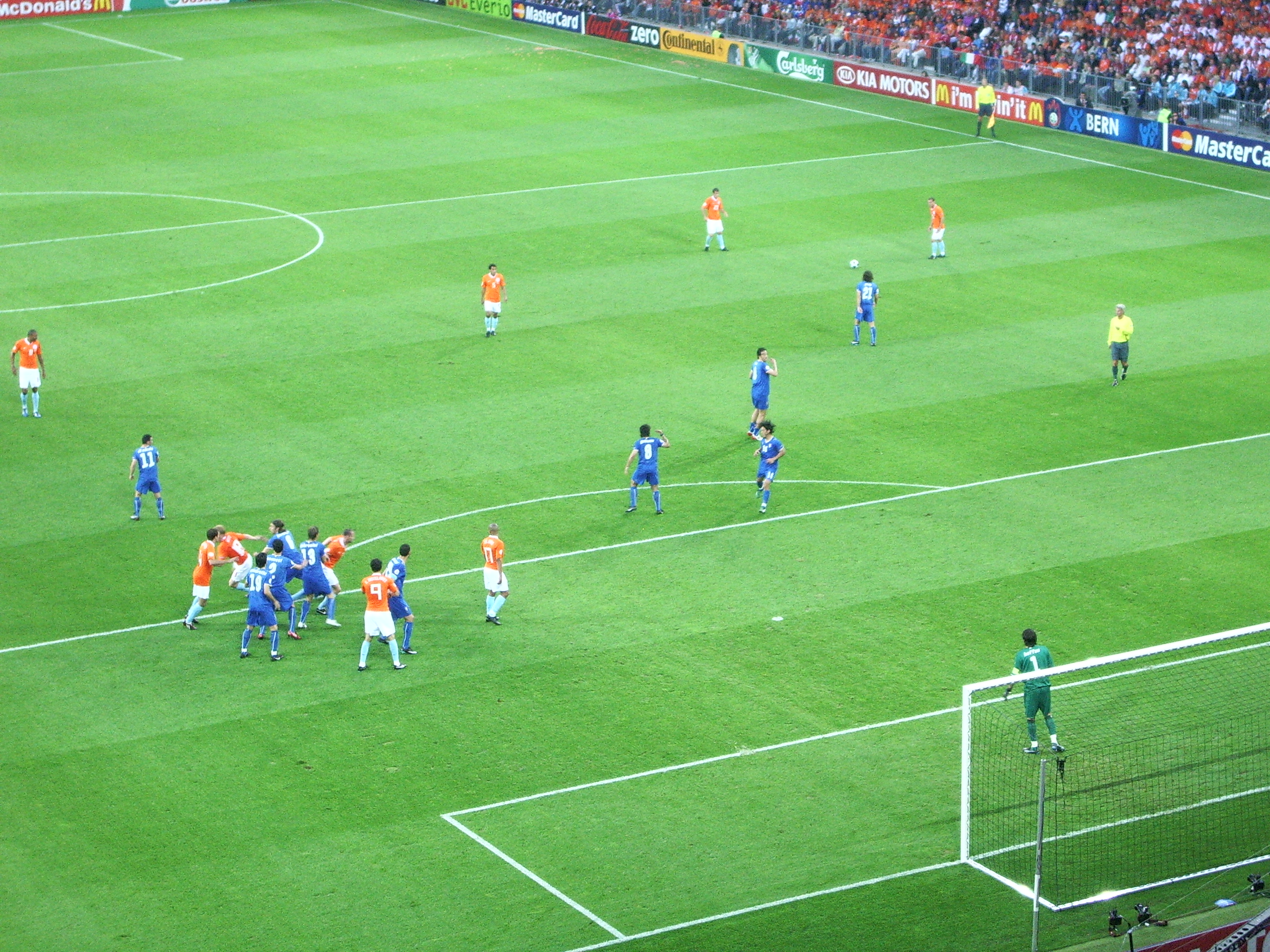
Pays-Bas - Italie, match de la première journée du groupe C lors de l'Euro 2008, défaite italienne 3 buts à 0.

L’Équipe italienne s'est qualifiée à dix reprises pour la phase finale du Championnat d'Europe de football.
| Phase finale | Phase finale                                             | Phase finale                                             | Phase finale                                             | Phase finale                                             | Phase finale                                             | Phase finale                                             | Phase finale                                             | Phase finale                                             | Phase qualificative | Phase qualificative | Phase qualificative | Phase qualificative | Phase qualificative | Phase qualificative | Phase qualificative |
| Année        | Stade                                                    | Position                                                 | J                                                        | G                                                        | N                                                        | P                                                        | BP                                                       | BC                                                       | Pos                 | J                   | G                   | N                   | P                   | BP                  | BC                  |
| 1960         | Non inscrite                                             | Non inscrite                                             | Non inscrite                                             | Non inscrite                                             | Non inscrite                                             | Non inscrite                                             | Non inscrite                                             | Non inscrite                                             |                     |                     |                     |                     |                     |                     |                     |
| 1964         | Huitième de finale (non qualifiée pour le tournoi final) | Huitième de finale (non qualifiée pour le tournoi final) | Huitième de finale (non qualifiée pour le tournoi final) | Huitième de finale (non qualifiée pour le tournoi final) | Huitième de finale (non qualifiée pour le tournoi final) | Huitième de finale (non qualifiée pour le tournoi final) | Huitième de finale (non qualifiée pour le tournoi final) | Huitième de finale (non qualifiée pour le tournoi final) |                     | 4                   | 2                   | 1                   | 1                   | 8                   | 3                   |
| 1968         | Vainqueur                                                | 1er                                                      | 3                                                        | 1                                                        | 2                                                        | 0                                                        | 3                                                        | 1                                                        |                     | 8                   | 6                   | 1                   | 1                   | 21                  | 6                   |
| 1972         | Quart de finale (non qualifiée pour le tournoi final)    | Quart de finale (non qualifiée pour le tournoi final)    | Quart de finale (non qualifiée pour le tournoi final)    | Quart de finale (non qualifiée pour le tournoi final)    | Quart de finale (non qualifiée pour le tournoi final)    | Quart de finale (non qualifiée pour le tournoi final)    | Quart de finale (non qualifiée pour le tournoi final)    | Quart de finale (non qualifiée pour le tournoi final)    |                     | 8                   | 4                   | 3                   | 1                   | 13                  | 6                   |
| 1976         | Non qualifiée                                            | Non qualifiée                                            | Non qualifiée                                            | Non qualifiée                                            | Non qualifiée                                            | Non qualifiée                                            | Non qualifiée                                            | Non qualifiée                                            |                     | 6                   | 2                   | 3                   | 1                   | 3                   | 3                   |
| 1980         | Demi-finale (4e)                                         | 4e                                                       | 4                                                        | 1                                                        | 3                                                        | 0                                                        | 2                                                        | 1                                                        | Qualifiée d'office  | Qualifiée d'office  | Qualifiée d'office  | Qualifiée d'office  | Qualifiée d'office  | Qualifiée d'office  | Qualifiée d'office  |
| 1984         | Non qualifiée                                            | Non qualifiée                                            | Non qualifiée                                            | Non qualifiée                                            | Non qualifiée                                            | Non qualifiée                                            | Non qualifiée                                            | Non qualifiée                                            | 4/5                 | 8                   | 1                   | 3                   | 4                   | 6                   | 12                  |
| 1988         | Demi-finale                                              | 4e                                                       | 4                                                        | 2                                                        | 1                                                        | 1                                                        | 4                                                        | 3                                                        | 1/5                 | 8                   | 6                   | 1                   | 1                   | 16                  | 4                   |
| 1992         | Non qualifiée                                            | Non qualifiée                                            | Non qualifiée                                            | Non qualifiée                                            | Non qualifiée                                            | Non qualifiée                                            | Non qualifiée                                            | Non qualifiée                                            | 2/5                 | 8                   | 3                   | 4                   | 1                   | 12                  | 5                   |
| 1996         | 1er tour                                                 | 10e                                                      | 3                                                        | 1                                                        | 1                                                        | 1                                                        | 3                                                        | 3                                                        | 2/6                 | 10                  | 7                   | 2                   | 1                   | 20                  | 6                   |
| 2000         | Finale                                                   | 2e                                                       | 6                                                        | 4                                                        | 1                                                        | 1                                                        | 9                                                        | 4                                                        | 1/5                 | 8                   | 4                   | 3                   | 1                   | 13                  | 5                   |
| 2004         | 1er tour                                                 | 9e                                                       | 3                                                        | 1                                                        | 2                                                        | 0                                                        | 3                                                        | 2                                                        | 1/5                 | 8                   | 5                   | 2                   | 1                   | 17                  | 4                   |
| 2008         | Quart de finale                                          | 8e                                                       | 4                                                        | 1                                                        | 2                                                        | 1                                                        | 3                                                        | 4                                                        | 1/7                 | 12                  | 9                   | 2                   | 1                   | 22                  | 9                   |
| 2012         | Finale                                                   | 2e                                                       | 6                                                        | 2                                                        | 3                                                        | 1                                                        | 6                                                        | 7                                                        | 1/6                 | 10                  | 8                   | 2                   | 0                   | 20                  | 2                   |
| 2016         | Quart de finale                                          | 5e                                                       | 5                                                        | 3                                                        | 1                                                        | 1                                                        | 6                                                        | 2                                                        | 1/6                 | 10                  | 7                   | 3                   | 0                   | 16                  | 7                   |
| 2020         | Vainqueur                                                | 1er                                                      | 7                                                        | 5                                                        | 2                                                        | 0                                                        | 13                                                       | 4                                                        | 1/6                 | 10                  | 10                  | 0                   | 0                   | 37                  | 4                   |
| 2024         | Huitièmes de finale                                      | 14e                                                      | 4                                                        | 1                                                        | 1                                                        | 2                                                        | 3                                                        | 5                                                        | 2/6                 | 8                   | 4                   | 2                   | 2                   | 16                  | 9                   |
| 2028         | À venir                                                  | À venir                                                  | À venir                                                  | À venir                                                  | À venir                                                  | À venir                                                  | À venir                                                  | À venir                                                  | À venir             | À venir             | À venir             | À venir             | À venir             | À venir             | À venir             |
| 2032         | À venir                                                  | À venir                                                  | À venir                                                  | À venir                                                  | À venir                                                  | À venir                                                  | À venir                                                  | À venir                                                  | À venir             | À venir             | À venir             | À venir             | À venir             | À venir             | À venir             |
| Total        | 11/17                                                    |                                                          | 48                                                       | 22                                                       | 19                                                       | 7                                                        | 55                                                       | 34                                                       |                     | 126                 | 77                  | 32                  | 16                  | 240                 | 85                  |

### Parcours en Ligue des Nations
| Édition   | Ligue | Phase de groupes | Phase de groupes | Phase de groupes | Phase de groupes | Phase de groupes | Phase de groupes | Phase de groupes | Phase finale | Phase finale                  | Phase finale                  | Phase finale                  | Phase finale                  | Phase finale                  | Phase finale                  | Phase finale                  |
| Édition   | Ligue | Class.           | M                | V                | N                | D                | bp               | bc               | Pays hôte    | Résultat                      | M                             | V                             | N                             | D                             | bp                            | bc                            |
| 2018-2019 | A     | 2/3              | 4                | 1                | 2                | 1                | 2                | 2                | 2019         | Non qualifiée                 | Non qualifiée                 | Non qualifiée                 | Non qualifiée                 | Non qualifiée                 | Non qualifiée                 | Non qualifiée                 |
| 2020-2021 | A     | 1/4              | 6                | 3                | 3                | 0                | 7                | 2                | 2021         | 3e                            | 2                             | 1                             | 0                             | 1                             | 3                             | 3                             |
| 2022-2023 | A     | 1/4              | 6                | 3                | 2                | 1                | 8                | 7                | 2023         | 3e                            | 2                             | 1                             | 0                             | 1                             | 4                             | 4                             |
| 2024-2025 | A     | 2/4              | 6                | 4                | 1                | 1                | 13               | 8                | 2025         | Non qualifiée (1/4 de finale) | Non qualifiée (1/4 de finale) | Non qualifiée (1/4 de finale) | Non qualifiée (1/4 de finale) | Non qualifiée (1/4 de finale) | Non qualifiée (1/4 de finale) | Non qualifiée (1/4 de finale) |
| Total     | Total | Total            | 22               | 11               | 8                | 3                | 30               | 19               | Total        | Total                         | 4                             | 2                             | 0                             | 2                             | 7                             | 7                             |

### Parcours en Coupe des confédérations
L’Équipe italienne a participé à deux reprises au tournoi de la Coupe des confédérations.
| Coupe des confédérations | Coupe des confédérations | Coupe des confédérations | Coupe des confédérations | Coupe des confédérations | Coupe des confédérations | Coupe des confédérations | Coupe des confédérations | Coupe des confédérations |
| Année                    | Stade                    | Position                 | J                        | G                        | N                        | P                        | BP                       | BC                       |
| ------------------------ | ------------------------ | ------------------------ | ------------------------ | ------------------------ | ------------------------ | ------------------------ | ------------------------ | ------------------------ |
| 1992                     | Non qualifiée            | Non qualifiée            | Non qualifiée            | Non qualifiée            | Non qualifiée            | Non qualifiée            | Non qualifiée            | Non qualifiée            |
| 1995                     | Non qualifiée            | Non qualifiée            | Non qualifiée            | Non qualifiée            | Non qualifiée            | Non qualifiée            | Non qualifiée            | Non qualifiée            |
| 1997                     | Non qualifiée            | Non qualifiée            | Non qualifiée            | Non qualifiée            | Non qualifiée            | Non qualifiée            | Non qualifiée            | Non qualifiée            |
| 1999                     | Non qualifiée            | Non qualifiée            | Non qualifiée            | Non qualifiée            | Non qualifiée            | Non qualifiée            | Non qualifiée            | Non qualifiée            |
| 2001                     | Non qualifiée            | Non qualifiée            | Non qualifiée            | Non qualifiée            | Non qualifiée            | Non qualifiée            | Non qualifiée            | Non qualifiée            |
| 2003                     | Non qualifiée            | Non qualifiée            | Non qualifiée            | Non qualifiée            | Non qualifiée            | Non qualifiée            | Non qualifiée            | Non qualifiée            |
| 2005                     | Non qualifiée            | Non qualifiée            | Non qualifiée            | Non qualifiée            | Non qualifiée            | Non qualifiée            | Non qualifiée            | Non qualifiée            |
| 2009                     | 1er tour                 | 5e                       | 3                        | 1                        | 0                        | 2                        | 3                        | 5                        |
| 2013                     | 3e place                 | 3e                       | 5                        | 2                        | 2                        | 1                        | 10                       | 10                       |
| 2017                     | Non qualifiée            | Non qualifiée            | Non qualifiée            | Non qualifiée            | Non qualifiée            | Non qualifiée            | Non qualifiée            | Non qualifiée            |
| Total                    | 2/10                     |                          | 8                        | 3                        | 2                        | 3                        | 13                       | 15                       |

### Parcours aux Jeux olympiques
Entre 1912 et 1960, l'Italie dispute huit des neuf tournois de football aux Jeux olympiques.
| Tournoi olympique | Tournoi olympique | Tournoi olympique | Tournoi olympique | Tournoi olympique | Tournoi olympique | Tournoi olympique | Tournoi olympique | Tournoi olympique |
| Année             | Résultat          | J                 | G                 | N                 | P                 | BP                | BC                |                   |
| ----------------- | ----------------- | ----------------- | ----------------- | ----------------- | ----------------- | ----------------- | ----------------- | ----------------- |
| 1912              | 1er tour          | 1                 | 0                 | 0                 | 1                 | 2                 | 3                 |                   |
| 1920              | Quart de finale   | 2                 | 1                 | 0                 | 1                 | 3                 | 4                 |                   |
| 1924              | Quart de finale   | 3                 | 2                 | 0                 | 1                 | 4                 | 2                 |                   |
| 1928              | 3e place          | 5                 | 3                 | 1                 | 1                 | 25                | 11                |                   |
| 1936              | Vainqueur         | 4                 | 4                 | 0                 | 0                 | 13                | 2                 |                   |
| 1948              | Quart de finale   | 2                 | 1                 | 0                 | 1                 | 12                | 5                 |                   |
| 1952              | 1er tour          | 2                 | 1                 | 0                 | 1                 | 8                 | 3                 |                   |
| 1956              | Tour préliminaire | Tour préliminaire | Tour préliminaire | Tour préliminaire | Tour préliminaire | Tour préliminaire | Tour préliminaire | Tour préliminaire |
| 1960              | 4e place          | 5                 | 2                 | 1                 | 2                 | 11                | 7                 |                   |
| Total             | 8/9               | 24                | 14                | 2                 | 8                 | 78                | 37                |                   |

### Classement FIFA
Depuis sa création, le classement moyen de l'Italie se situe autour du 9e rang.
| Année                | 1993 | 1994 | 1995 | 1996 | 1997 | 1998 | 1999 | 2000 | 2001 | 2002 | 2003 | 2004 | 2005 | 2006 | 2007 | 2008 | 2009 | 2010 | 2011 | 2012 | 2013 | 2014 | 2015 | 2016 | 2017 | 2018 | 2019 | 2020 | 2021 | 2022 | 2023 | 2024 |
| -------------------- | ---- | ---- | ---- | ---- | ---- | ---- | ---- | ---- | ---- | ---- | ---- | ---- | ---- | ---- | ---- | ---- | ---- | ---- | ---- | ---- | ---- | ---- | ---- | ---- | ---- | ---- | ---- | ---- | ---- | ---- | ---- | ---- |
| Classement mondial   | 2    | 4    | 3    | 10   | 9    | 7    | 14   | 4    | 6    | 13   | 10   | 10   | 12   | 2    | 3    | 4    | 4    | 14   | 9    | 4    | 7    | 11   | 15   | 16   | 14   | 18   | 13   | 10   | 6    | 8    | 9    | 9    |
| Classement en Europe | 2    | 3    | 2    | 8    | 7    | 5    | 11   | 2    | 3    | 9    | 7    | 7    | 8    | 1    | 1    | 4    | 3    | 10   | 7    | 3    | 4    | 7    | 9    | 11   | 10   | 12   | 8    | 6    | 4    | 6    | 7    | 7    |

| Légende du classement mondial : | - de 1 à 25 | - de 26 à 50 | - de 51 à 211 |

| Légende du classement européen : | - de 1 à 15 | - de 16 à 30 | - de 31 à 55 |

### Record
Le 5 septembre 2021, après avoir obtenu un match nul contre la Suisse, l'Italie devient la nation détenant le plus de matchs consécutifs sans défaite, avec 30 victoires et 7 nuls (37 au total). Avant ça, l'ancien record, détenu par l'Espagne (entre 2006 et 2009) et par le Brésil (entre 1993 et 1996), était composé de 35 matchs sans défaite[réf. nécessaire].
Le 6 octobre 2021, l'Espagne bat l'Italie en demi-finale de la Ligue des Nations 2021 (1-2), et met fin à cette série d'invincibilité de 37 matchs (30 victoires et 7 nuls pour 93 buts marqués et 12 encaissés durant cette série).[réf. nécessaire]
| Matchs    | Joués | Victoires | nuls | Défaites | Buts + | Buts - | Différences | Gagnés % |
| --------- | ----- | --------- | ---- | -------- | ------ | ------ | ----------- | -------- |
| Totaux    | 865   | 460       | 236  | 169      | 1509   | 852    | 657         | 53,17%   |
| amicaux   | 401   | 195       | 115  | 91       | 677    | 448    | 229         | 48,62%   |
| Officiels | 464   | 265       | 121  | 78       | 832    | 404    | 428         | 57,11%   |

## Personnalités

### Sélectionneurs

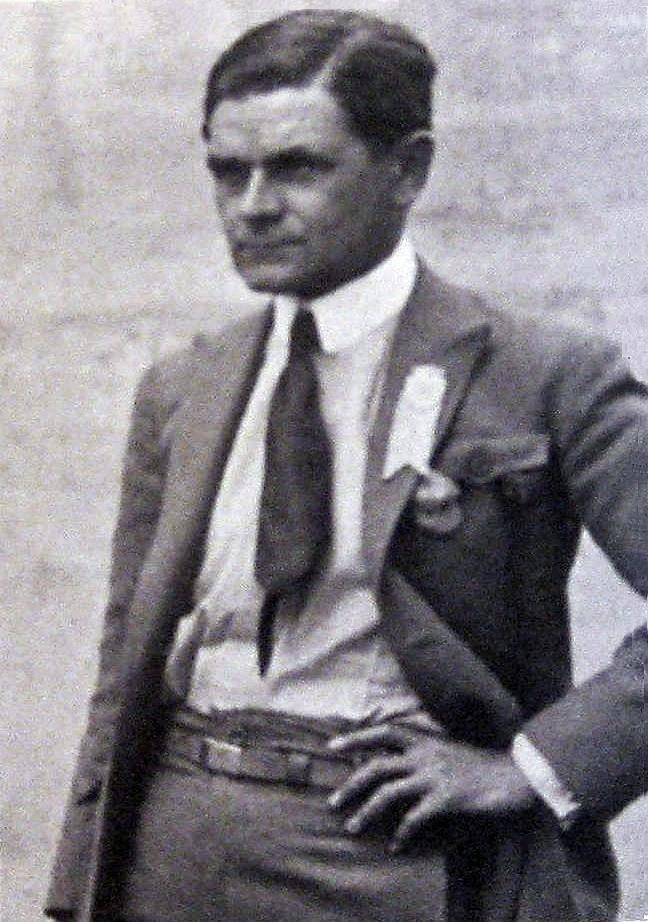
Vittorio Pozzo a remporté deux Coupes du monde avec l'équipe d'Italie en 1934 et 1938.

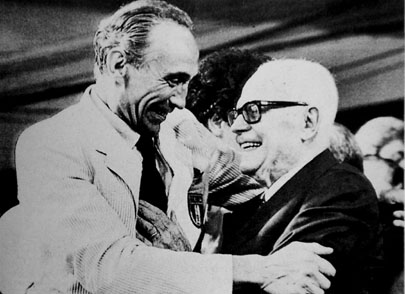
Enzo Bearzot a remporté la Coupe du monde avec l'équipe d'Italie en 1982.

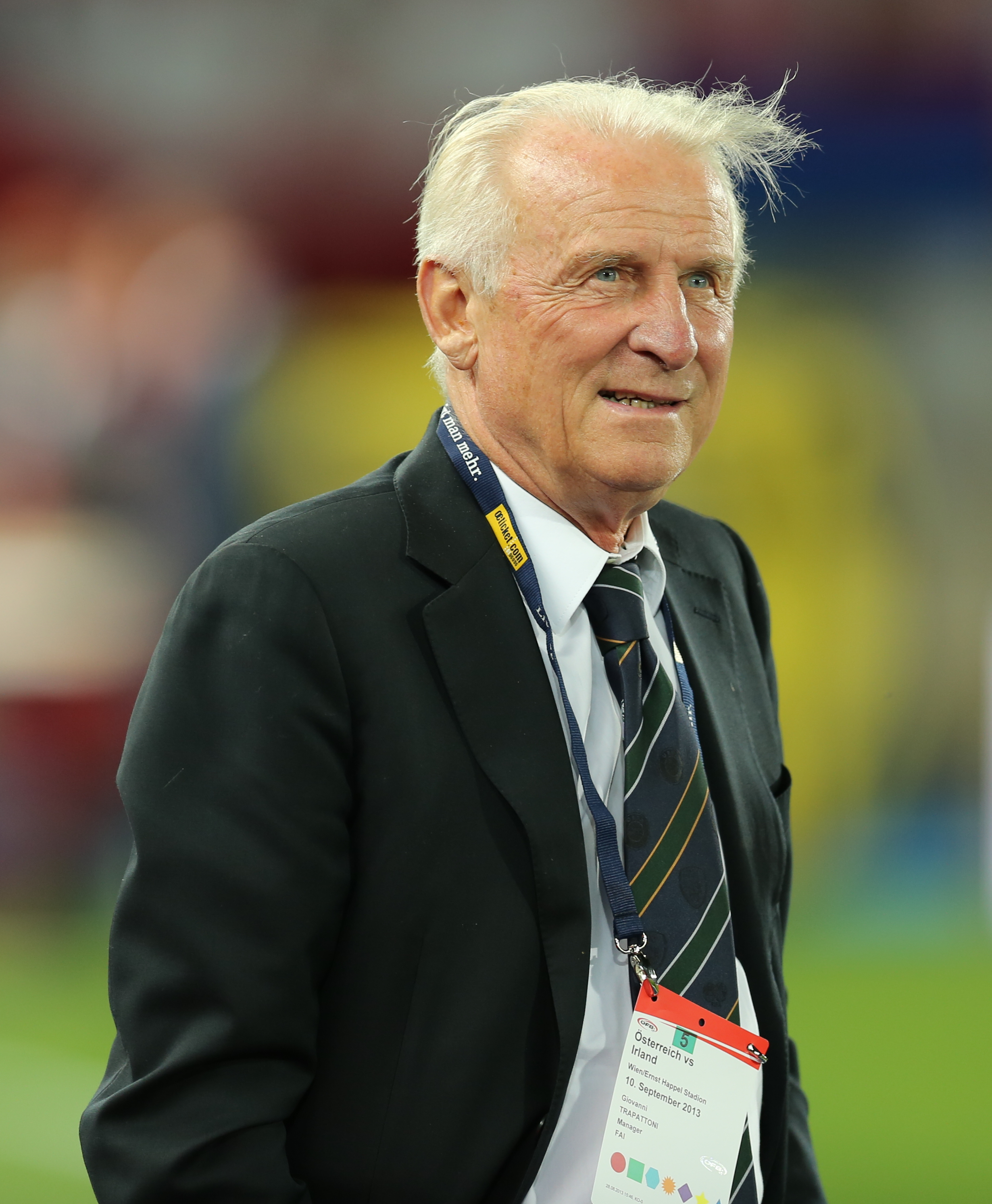
Giovanni Trapattoni, sélectionneur de 2000 à 2004.

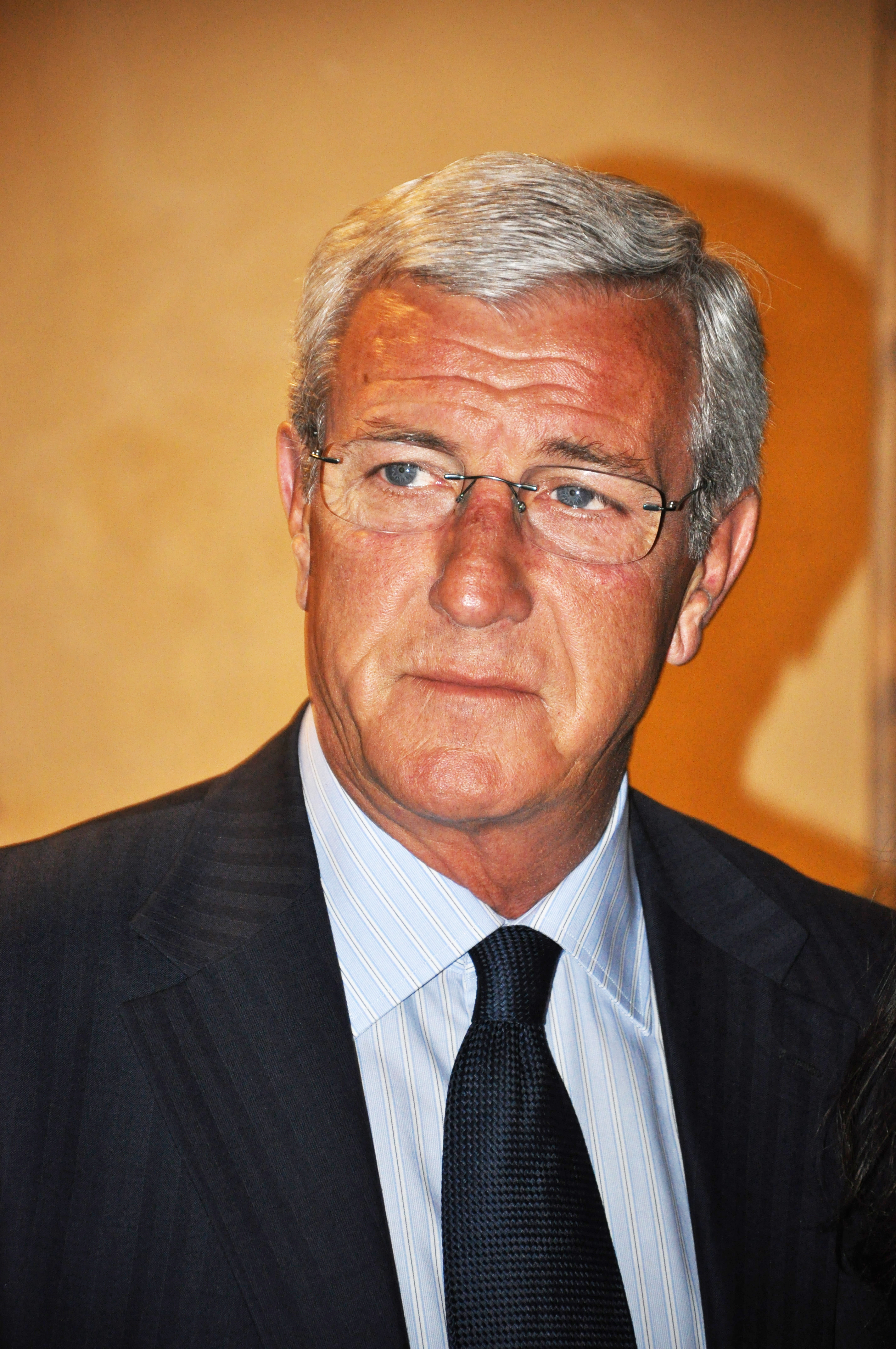
Marcello Lippi a remporté la Coupe du monde avec l'équipe d'Italie en 2006.

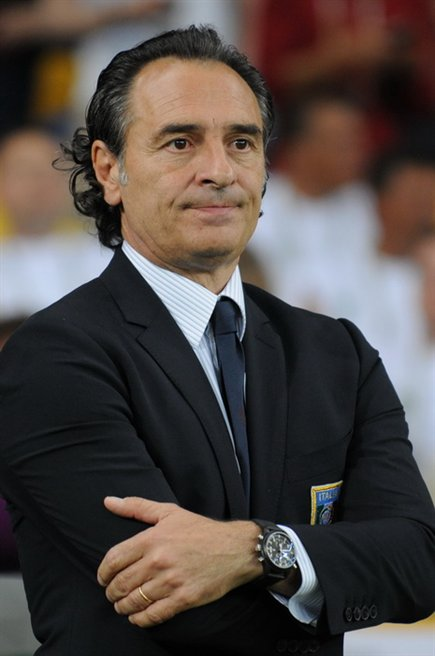
Cesare Prandelli, sélectionneur de 2010 à 2014.

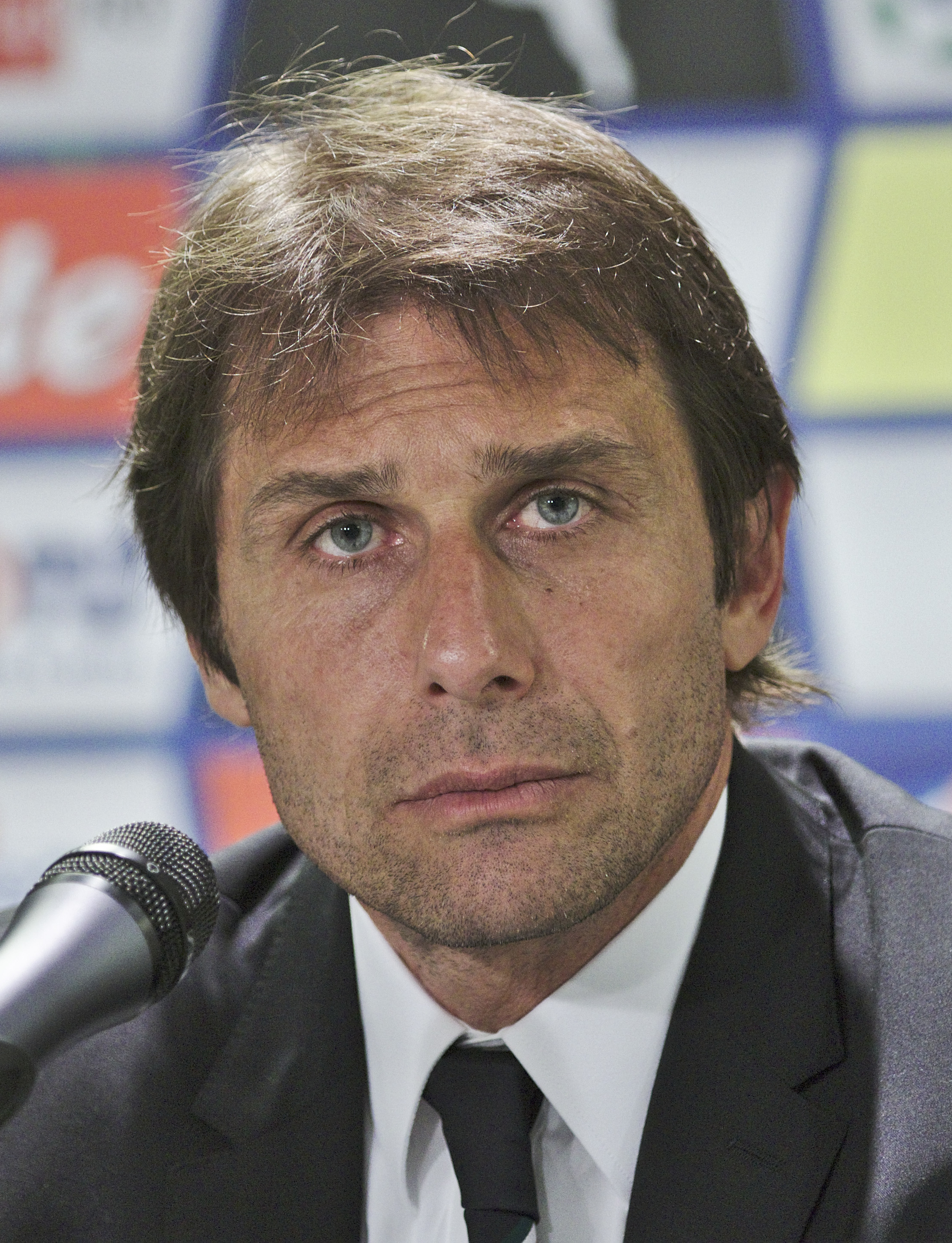
Antonio Conte, sélectionneur de 2014 à 2016.

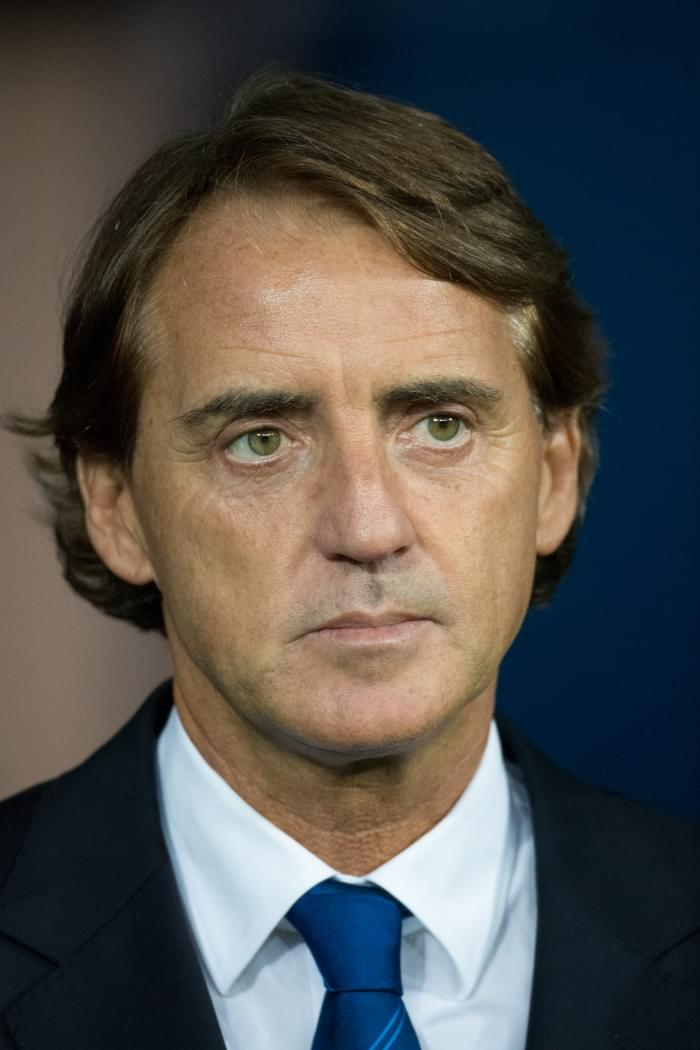
Roberto Mancini, sélectionneur de 2018 à 2023.

mis à jour le 10 juin 2025
| Sélectionneur                        | Période   | Matchs | Gagnés | Nuls | Perdus | Gagnés % |
| ------------------------------------ | --------- | ------ | ------ | ---- | ------ | -------- |
| Francesco Calì                       | 1912      | 1      | 0      | 0    | 1      | 0        |
| Vittorio Pozzo                       | 1912      | 3      | 1      | 0    | 2      | 33,33    |
| Francesco Calì                       | 1914-1915 | 5      | 3      | 2    | 0      | 60       |
| Francesco Calì                       | 1920-1921 | 7      | 4      | 1    | 2      | 57,14    |
| Vittorio Pozzo                       | 1924      | 5      | 2      | 1    | 2      | 40       |
| Augusto Rangone                      | 1925-1928 | 24     | 12     | 7    | 5      | 50       |
| Carlo Carcano                        | 1928-1929 | 6      | 3      | 1    | 2      | 50       |
| Vittorio Pozzo                       | 1929-1948 | 87     | 60     | 16   | 11     | 68,96    |
| Ferruccio Novo                       | 1948-1950 | 9      | 5      | 1    | 3      | 55,56    |
| Gianpiero Combi                      | 1950-1952 | 5      | 2      | 3    | 0      | 40       |
| Giuseppe Meazza                      | 1952-1953 | 8      | 2      | 2    | 4      | 25       |
| Silvio Piola                         | 1953-1954 | 7      | 5      | 0    | 2      | 71,42    |
| Alfredo Foni                         | 1954-1958 | 19     | 9      | 2    | 8      | 47,36    |
| Giovanni Ferrari                     | 1958-1959 | 5      | 0      | 4    | 1      | 0        |
| Giuseppe Viani                       | 1960      | 2      | 1      | 0    | 1      | 50       |
| Giovanni Ferrari                     | 1960-1962 | 11     | 7      | 1    | 3      | 63,63    |
| Edmondo Fabbri                       | 1962-1966 | 29     | 18     | 6    | 5      | 62,06    |
| Helenio Herrera Ferruccio Valcareggi | 1966-1967 | 4      | 3      | 1    | 0      | 75       |
| Ferruccio Valcareggi                 | 1967-1974 | 54     | 28     | 20   | 6      | 51,85    |
| Fulvio Bernardini                    | 1974-1975 | 6      | 1      | 2    | 3      | 16,67    |
| Fulvio Bernardini Enzo Bearzot       | 1975-1977 | 16     | 11     | 2    | 3      | 68,75    |
| Enzo Bearzot                         | 1977-1986 | 88     | 40     | 26   | 22     | 45,45    |
| Azeglio Vicini                       | 1986-1991 | 54     | 32     | 15   | 7      | 59,26    |
| Arrigo Sacchi                        | 1991-1996 | 53     | 34     | 11   | 8      | 64,15    |
| Cesare Maldini                       | 1997-1998 | 20     | 10     | 8    | 2      | 50       |
| Dino Zoff                            | 1998-2000 | 23     | 11     | 7    | 5      | 47,83    |
| Giovanni Trapattoni                  | 2000-2004 | 44     | 25     | 12   | 7      | 56,82    |
| Marcello Lippi                       | 2004-2006 | 29     | 17     | 10   | 2      | 58,62    |
| Roberto Donadoni                     | 2006-2008 | 23     | 13     | 5    | 5      | 56,52    |
| Marcello Lippi                       | 2008-2010 | 27     | 11     | 11   | 5      | 40,74    |
| Cesare Prandelli                     | 2010-2014 | 56     | 23     | 20   | 13     | 41,07    |
| Antonio Conte                        | 2014-2016 | 25     | 14     | 7    | 4      | 56       |
| Gian Piero Ventura                   | 2016-2017 | 16     | 9      | 4    | 3      | 56,25    |
| Luigi Di Biagio                      | 2018-2018 | 2      | 0      | 1    | 1      | 0        |
| Roberto Mancini                      | 2018-2023 | 61     | 37     | 15   | 9      | 60,66    |
| Luciano Spalletti                    | 2023-2025 | 24     | 12     | 6    | 6      | 50       |
| Gennaro Gattuso                      | 2025-     | 0      | 0      | 0    | 0      | 0        |

### Équipe actuelle
Voici la liste des joueurs sélectionnés en juin 2025 pour participer aux Éliminatoires de la Coupe du monde de football 2026.

### Joueurs emblématiques
Dans sa liste des The Best of The Best, basée sur douze des principaux classements des meilleurs joueurs du XXe siècle publiés dans les médias de référence, RSSSF identifie les Italiens suivants : Dino Zoff (qui apparait dans onze des douze classements), Franco Baresi (10), l'attaquant Roberto Baggio (9), le milieu de terrain Gianni Rivera, le buteur Paolo Rossi et le défenseur Paolo Maldini (8), l'attaquant Giuseppe Meazza (7) et le latéral gauche Giacinto Facchetti (6).
En raison de son palmarès et de son exceptionnelle longévité, Dino Zoff est considéré comme l'un des plus grands gardiens de l'histoire du football ainsi qu'un des plus grands noms du sport italien. Sélectionné à 112 reprises entre 1968 et 1983 en équipe d'Italie, participant à quatre éditions de la Coupe du monde, il est champion d'Europe en 1968, du monde en 1982 (en tant que capitaine et à l'âge de 40 ans, ce qui fait de lui le plus vieux vainqueur d'une Coupe du monde) et vice-champion du monde en 1970. Il est désigné en 2004 par la FIGC comme son Golden Player des 50 dernières années. Il devient à son tour sélectionneur de la Nazionale de 1998 à 2000.
Franco Baresi a surtout connu la gloire avec le Milan AC, son club de toujours. Avec l'Italie il remporte la Coupe du monde 1982, sans jouer, et en atteint la finale en 1994, à la suite de laquelle il prend sa retraite internationale. Capitaine emblématique au point d'être surnommé « Il Capitano », il reste l'un des joueurs représentatifs du poste de libéro. Roberto Baggio, surnommé Raffaello ou encore Il Divin Codino (« le divin à la queue de cheval »), est considéré comme l'un des meilleurs attaquants italiens de l'histoire. Vainqueur du Ballon d'or et du titre de Meilleur footballeur de l'année FIFA en 1993, il dispute avec la sélection trois éditions de Coupe du monde. Il tient un rôle central dans la qualification de l'Italie en finale de la Coupe du monde 1994, au cours de laquelle il manque son tir au but décisif.
La Fédération internationale de football association distingue sur son site Internet parmi les « joueurs de légende » plusieurs joueurs italiens. Début 2014, ils sont dix : les huit précédents, ainsi que le milieu offensif Valentino Mazzola et l'attaquant Luigi Riva.
La liste FIFA 100, publiée en 2004, honore en sus Giuseppe Bergomi, Giampiero Boniperti, Gianluigi Buffon, Alessandro Del Piero, Alessandro Nesta, Francesco Totti et Christian Vieri.

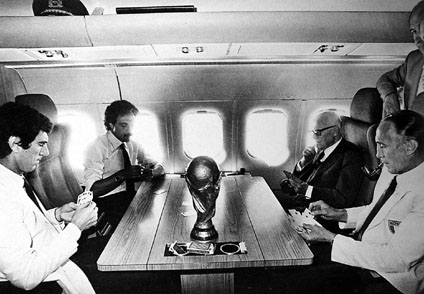
Zoff, à gauche, devant le trophée de la Coupe du monde 1982.
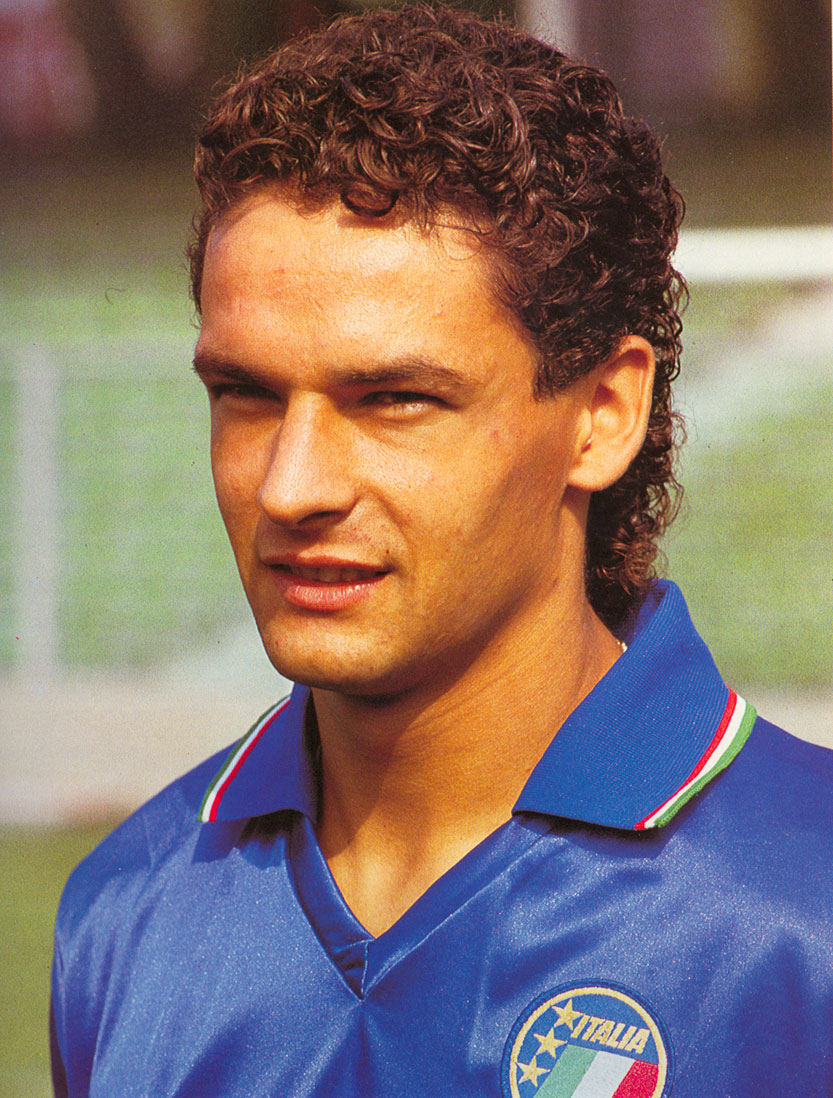
Roberto Baggio, en 1990.
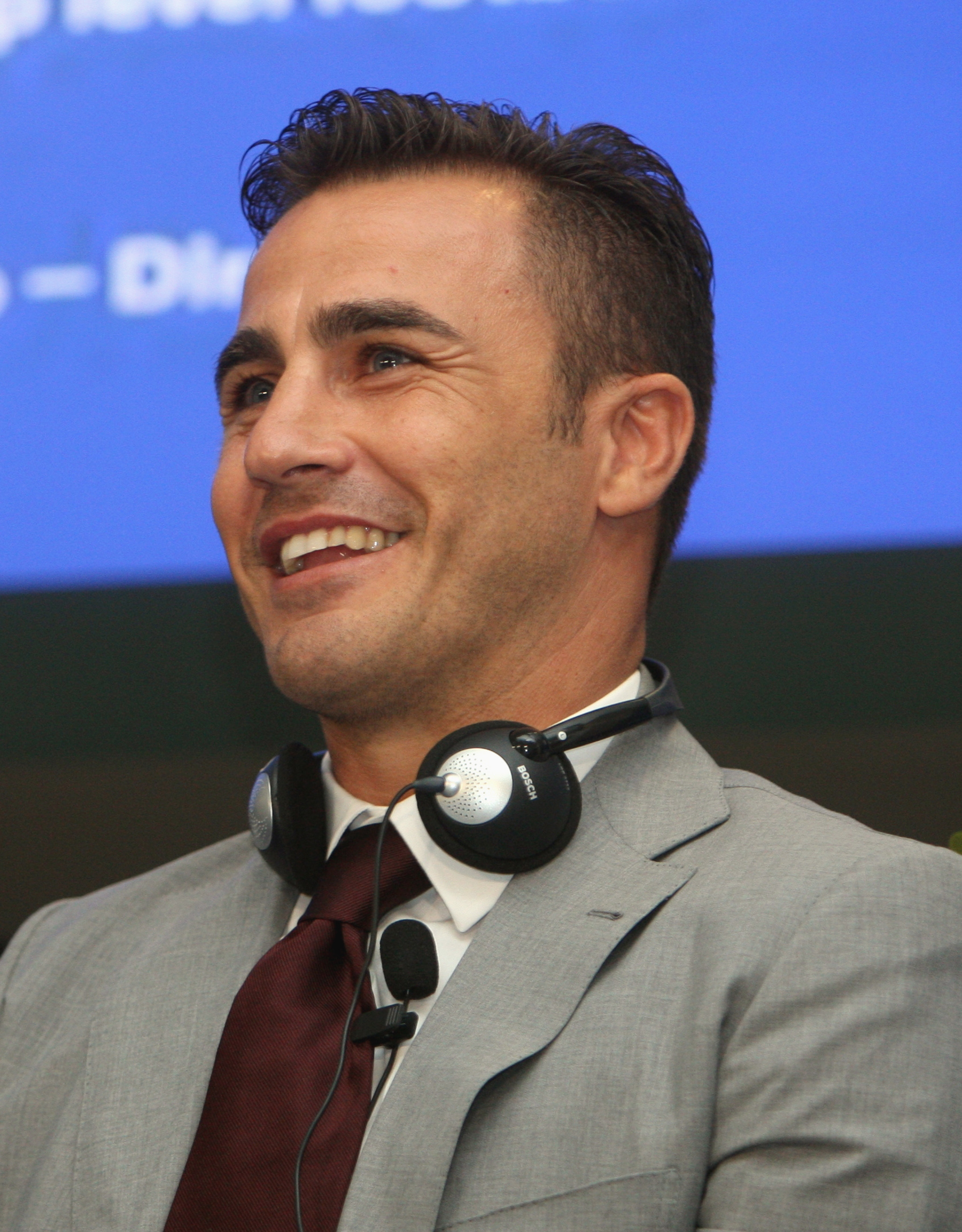
Fabio Cannavaro, 136 sélections.

### Records individuels
| Rang | Sélections | Joueur             | Carrière  | Buts |
| ---- | ---------- | ------------------ | --------- | ---- |
| 1    | 176        | Gianluigi Buffon   | 1997-2018 | 0    |
| 2    | 136        | Fabio Cannavaro    | 1997-2010 | 2    |
| 3    | 126        | Paolo Maldini      | 1988-2002 | 7    |
| 4    | 121        | Leonardo Bonucci   | 2010-2023 | 8    |
| 5    | 117        | Daniele De Rossi   | 2004-2017 | 21   |
| 5    | 117        | Giorgio Chiellini  | 2004-2022 | 8    |
| 7    | 116        | Andrea Pirlo       | 2002-2015 | 13   |
| 8    | 112        | Dino Zoff          | 1968-1983 | 0    |
| 9    | 98         | Gianluca Zambrotta | 1999-2010 | 2    |
| 10   | 94         | Giacinto Facchetti | 1963-1977 | 3    |

| Rang | Buts | Joueur               | Carrière  | Sélections | Ratio |
| ---- | ---- | -------------------- | --------- | ---------- | ----- |
| 1    | 35   | Luigi Riva           | 1965-1974 | 42         | 0,83  |
| 2    | 33   | Giuseppe Meazza      | 1930-1939 | 53         | 0,62  |
| 3    | 30   | Silvio Piola         | 1935-1952 | 34         | 0,88  |
| 4    | 27   | Roberto Baggio       | 1988-2004 | 56         | 0,48  |
| 4    | 27   | Alessandro Del Piero | 1995-2008 | 91         | 0,3   |
| 6    | 25   | Adolfo Baloncieri    | 1920-1930 | 47         | 0,53  |
| 6    | 25   | Filippo Inzaghi      | 1997-2007 | 57         | 0,44  |
| 6    | 25   | Alessandro Altobelli | 1980-1988 | 61         | 0,41  |
| 9    | 23   | Christian Vieri      | 1997-2005 | 49         | 0,47  |
| 9    | 23   | Francesco Graziani   | 1975-1983 | 64         | 0,36  |

Les joueurs en gras sont encore en activité.

## Identité

### Symboles

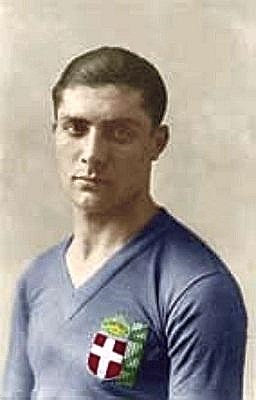
Le blason de l'époque fasciste est visible sur le maillot de Giuseppe Meazza au début des années 1930.

L'équipe italienne victorieuse lors des coupes de monde de 1934 et 1938 arbore un écusson qui combine la croix de Savoie, symbole de la dynastie régnante, et un faisceau de licteur en référence au régime fasciste de Benito Mussolini. Par la suite, le logo reprend les couleurs du drapeau national. En 1982, l'Italie gagne la Coupe du monde pour la troisième fois et, pour l'occasion, trois étoiles d'or viennent remplacer le mot « ITALIA » sur le blason l'année suivante. Une quatrième a été ajoutée à la suite du titre mondial de 2006.

Écusson à la Coupe du monde de 1982.
Écusson de 1983.
Écusson de 1985 à 1991.
Écusson de 1991 à 1999.
Écusson de 2004 à 2006.
Écusson de 2006 à 2017.
De 2017 à 2022.
Logo depuis 2023.

### Couleurs
Blanc lors du premier match officiel de l'Italie en 1910, le maillot passe au bleu l'année suivante en hommage à la maison de Savoie. Le bleu s'impose comme la couleur du maillot principal, à l'exception d'une courte période à la fin des années 1930 où les Italiens jouent en noir. Le 5 décembre 1954, l'Italie jouera même avec un maillot vert face à l'Argentine.
| 1910 | Premier maillot bleu (1911) | Coupes du monde 1934-1938 | Alternatif (années 1930) | Coupe du monde 1954 | Coupe du monde 1982 | Coupe du monde 1994 | Coupe du monde 2006 | Finale de la Coupe du monde 2006 | Euro 2012 | Finale Euro 2020 |

| Coupes du monde 1970-1974 | Coupe du monde 1982 | Coupe du monde 1994 | Euro 2012 |

### Équipementiers
| Période   | Nom            |
| --------- | -------------- |
| 1910-1954 | Aucun          |
| 1954-1962 | Italo Sport    |
| 1962-1966 | Fedeli         |
| 1966-1974 | Aucun          |
| 1974-1978 | Adidas         |
| 1978-1979 | Baila          |
| 1979-1984 | Le Coq Sportif |
| 1984-1985 | Ennerre        |
| 1985-1994 | Diadora        |
| 1994-1999 | Nike           |
| 1999-2003 | Kappa          |
| 2003-2022 | Puma           |
| 2023-     | Adidas         |

### Surnoms
L'équipe d'Italie est connue en France, et dans de nombreux autres pays du monde, sous le nom de Squadra Azzurra en français : « équipe bleue ». Le surnom apparait dans la presse française dans les années 1930, particulièrement lors de la Coupe du monde 1938 organisée en France.
En Italie, l'équipe est appelée la Nazionale et les joueurs gli Azzurri en français : « les Bleus », en référence à la couleur du maillot.

## Infrastructures

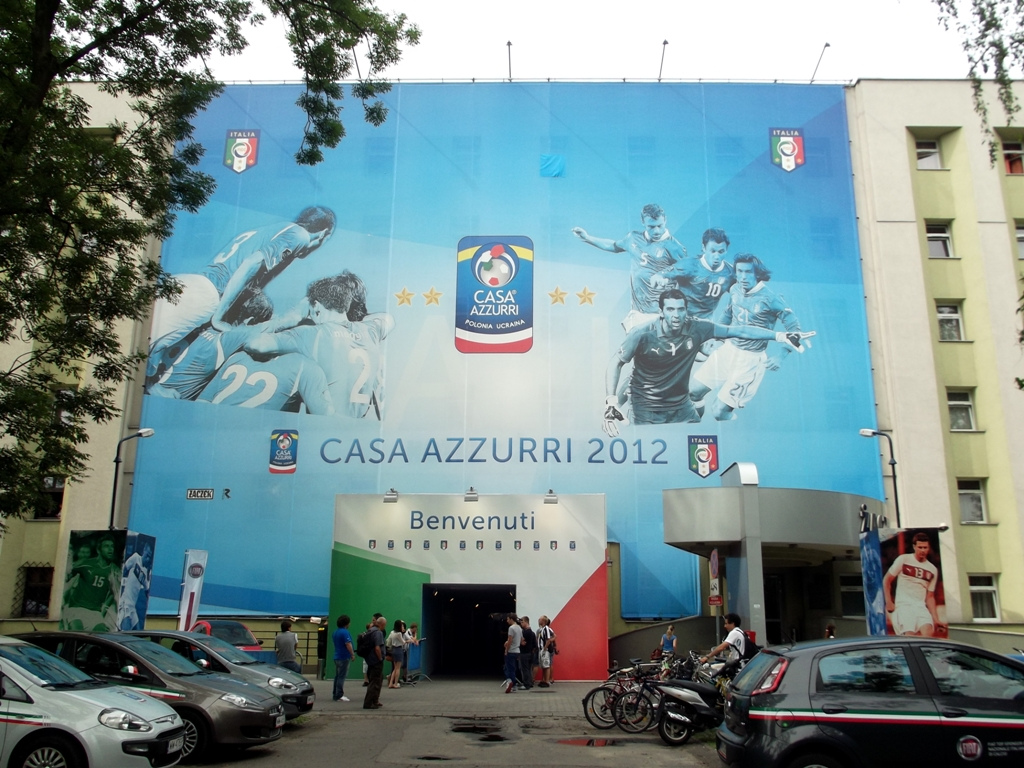
La base de l'équipe italienne de l'euro 2012.

### Stades
Contrairement à d'autres sélections, la Nazionale n'a pas de stade privilégié et la fédération choisit le lieu de la rencontre selon l'adversaire affronté, l'affluence à prévoir et l'importance du match.
Au début de son histoire, l'équipe d'Italie de football évolue principalement dans le nord du pays, à Turin, Milan, Gênes voire Bologne. Il faut attendre 1928 et la réception de la Hongrie pour que la Nazionale joue à Rome. Elle utilise alors le Stadio Nazionale del PNF, qui accueille la finale de la Coupe du monde en 1934. Dans les années 1930, Naples reçoit à son tour la sélection, permettant au sud de la péninsule de profiter du spectacle.
Si aucune résidence n'est réellement privilégiée, le Stade Giuseppe-Meazza (aussi connu sous le nom San Siro) de Milan accueille le plus grand nombre de rencontres jusqu'en 1973 (52). Il passe alors le témoin au Stade olympique de Rome (Stadio olimpico), construit en 1953, en vue des Jeux olympiques d'été de 1960. Initialement proche des 100 000 places, sa capacité a été progressivement réduite, par exemple, à l'occasion de la Coupe du monde de 1990 dont il accueille la finale.
À partir des années 1990, l'Italie va jusqu'à saluer ses émigrés dans leurs terres d'adoption, lors de matchs amicaux. Elle dispute ainsi des matchs de gala à Londres, New York, Toronto, Nice, Bruxelles, Liège, Genève ou encore Monaco.

### Centre d'entraînement
Pour ses rassemblements, la Nazionale choisit le centre technique de Coverciano (en), situé à Florence.

## Rivalités

### Allemagne
Le palmarès de l’Allemagne et de l’Italie font d'elles les deux plus grandes nations européennes en nombre d'étoiles sur le maillot, mais les confrontations directes en match officiel ont toujours tourné à l'avantage de l'Italie jusqu'à l'Euro 2016. Auparavant l'Italie avait remporté successivement contre la Mannschaft la demi-finale de la Coupe du monde 1970 (4-3, ap), la finale de la Coupe du monde 1982 (3-1), la demi-finale de la Coupe du monde 2006 (2-0, ap) et la demi-finale de l'Euro 2012 (2-1). L'Allemagne avait au mieux obtenu des matchs nuls 0-0 lors des phases de poules, lors des Coupes du monde 1962 et 1978 et à l'Euro 1996 contre la Squadra Azzurra. Même en match amical, l'Allemagne ne connaît aucune victoire de 1996 à 2015. La belle série italienne prit fin lors du quart de finale de l'Euro 2016 avec un match nul (1-1) et une élimination aux tirs au but (6-5). Toutefois, l'invincibilité face aux Allemands en match officiel tient toujours puisqu'une élimination aux tirs au but est statistiquement comptabilisée comme un match nul.

### France
La première rencontre entre les deux équipes, un match amical, a lieu en 1910 et voit la victoire sans appel des Italiens (6-2). Après une victoire française lors de leur première rencontre en tournoi officiel, aux Jeux Olympiques de 1920, l'Italie domine l’équipe de France jusqu'aux années 1980. Durant cette période, la Squadra Azzurra rencontre les Bleus trois fois en compétition officielle (lors du tournoi olympique de 1928 et des coupes du monde de 1938 et 1978), pour autant de victoires.
Cette invincibilité prend fin en 1982, à l'occasion d'un match amical. En 1986, les Italiens, champions du monde en titre, sont battus par la France (2-0) en huitièmes de finale de la Coupe du monde. En 1998, en quarts de finale de la Coupe du monde, les deux équipes s'affrontent de nouveau et les Bleus gagnent la partie après une séance de tirs au but (0-0, 4 t.a.b à 3). Deux ans plus tard, les deux équipes se retrouvent en finale de l'Euro. Les Bleus, menés au score, égalisent à quelques instants de la fin de la rencontre grâce à Sylvain Wiltord avant de s'imposer (2-1) en prolongations à la suite d'un but en or inscrit par David Trezeguet.
Les joueurs italiens prennent leur revanche en finale de la Coupe du monde 2006. L’Italie est tout d’abord menée au score sur un penalty de Zinédine Zidane avant que Marco Materazzi n'égalise. L'Italie remporte le match aux tirs au but (1-1, 5 t.a.b à 3) et gagne sa quatrième Coupe du monde. Les deux équipes se confrontent à nouveau lors des éliminatoires du championnat d'Europe 2008. Toutes deux qualifiées, elles se rencontrent de nouveau lors de la phase finale de ce même Euro (victoire italienne 2-0)